# Antigua Grecia
Las locuciones antigua Grecia y Grecia antigua se refieren al período de la historia griega que abarca desde la Edad Oscura de Grecia —que comienza en el año 1200 a. C., con la invasión dórica— hasta la conquista romana de Grecia —tras la batalla de Corinto, en el año 146 a. C.—.
En este período se desarrolla la cultura seminal que fue la base de la civilización occidental. La cultura griega tuvo una influencia notable sobre el Imperio romano, que la difundió a través de sus conquistas en Europa, norte de África y Oriente Próximo. La civilización de los antiguos griegos ha sido enormemente influyente para la lengua, la política, los sistemas educativos, la filosofía, la ciencia y las artes, dando origen a la corriente renacentista de los siglos xv y xvi en el continente europeo y resurgiendo también durante los movimientos neoclásicos de los siglos xviii y xix en Europa y América.
La civilización griega de este periodo histórico era predominantemente marítima, comercial y expansiva. En ella el componente geográfico jugó un papel crucial, pues las características físicas del sur de la península de los Balcanes, de accidentado relieve, complicaban la actividad agrícola y las comunicaciones internas, mientras que su dilatada longitud costera favorecía su expansión por mar. Un fenómeno sobre el que incidiría también la presión demográfica originada por las sucesivas oleadas de pueblos (entre ellos los aqueos, los jonios y los dorios) que invadieron y ocuparon el territorio de Grecia a lo largo de los milenios iii y ii a. C.

## Orden cronológico

El mundo griego a mediados del

Algunos historiadores consideran que los primeros Juegos Olímpicos antiguos en el 776 a. C. señalan el comienzo del período conocido como la Antigua Grecia. Entre el fin del período micénico y los primeros olímpicos transcurre una época llamada la Edad Oscura de Grecia, de la cual no existe ningún escrito y quedan pocas reliquias arqueológicas. Hoy en día, este período se incluye en las locuciones «Grecia Antigua» y «Antigua Grecia».
Tradicionalmente se consideraba que la época de la Antigua Grecia finalizaba con la muerte de Alejandro Magno en el 323 a. C., dando comienzo al período helenístico. No obstante, se extiende el período de la Grecia Antigua muchas ocasiones para incluir el tiempo hasta la conquista romana de 146 a. C. Algunos autores tratan la cronología de esta era como un continuo hasta la llegada del cristianismo en el siglo IV; pero esta opinión es poco convencional.
La historia de la Grecia Antigua suele subdividirse en varios períodos según la alfarería y los sucesos políticos, sociales y culturales:
- La Edad oscura (1200 a. C.-750 a. C.) muestra diseños geométricos en la cerámica.
- La Época arcaica (750 a. C.-500 a. C.) sigue, mientras que los artistas creaban esculturas en posturas estiradas con la «sonrisa arcaica» onírica. Se suele considerar que la Época Arcaica termina al derrocar al último tirano de Atenas en el año 510 a. C.
- El período clásico (500 a. C.-323 a. C.) ofrece un estilo distinto, que después se consideró como ejemplar (es decir, «clásico»); el Partenón se construyó durante esta época.
- El período helenístico (323 a. C.-146 a. C.) es cuando la cultura y el poder de Grecia se expandió en el Oriente Próximo y el Oriente Medio. Este período comienza con la muerte de Alejandro Magno y termina con la conquista romana tras la batalla de Corinto (146 a. C.).
- La Grecia romana, comprendida entre la conquista romana y el restablecimiento de la ciudad de Bizancio y su nombramiento, por el emperador Constantino I, como capital del Imperio romano (la Nueva Roma) renombrada Constantinopla en el año 329.
- La Antigüedad tardía, hasta inicios del siglo VI, con el declive del politeísmo romano frente al avance del cristianismo. El final de este período suele simbolizarse con el cierre de la Academia de Atenas por parte de Justiniano I bajo el edicto del año 529, que además prohibía el paganismo, el judaísmo y cualquier religión no cristiana.

## Ciudades-Estado: las polis

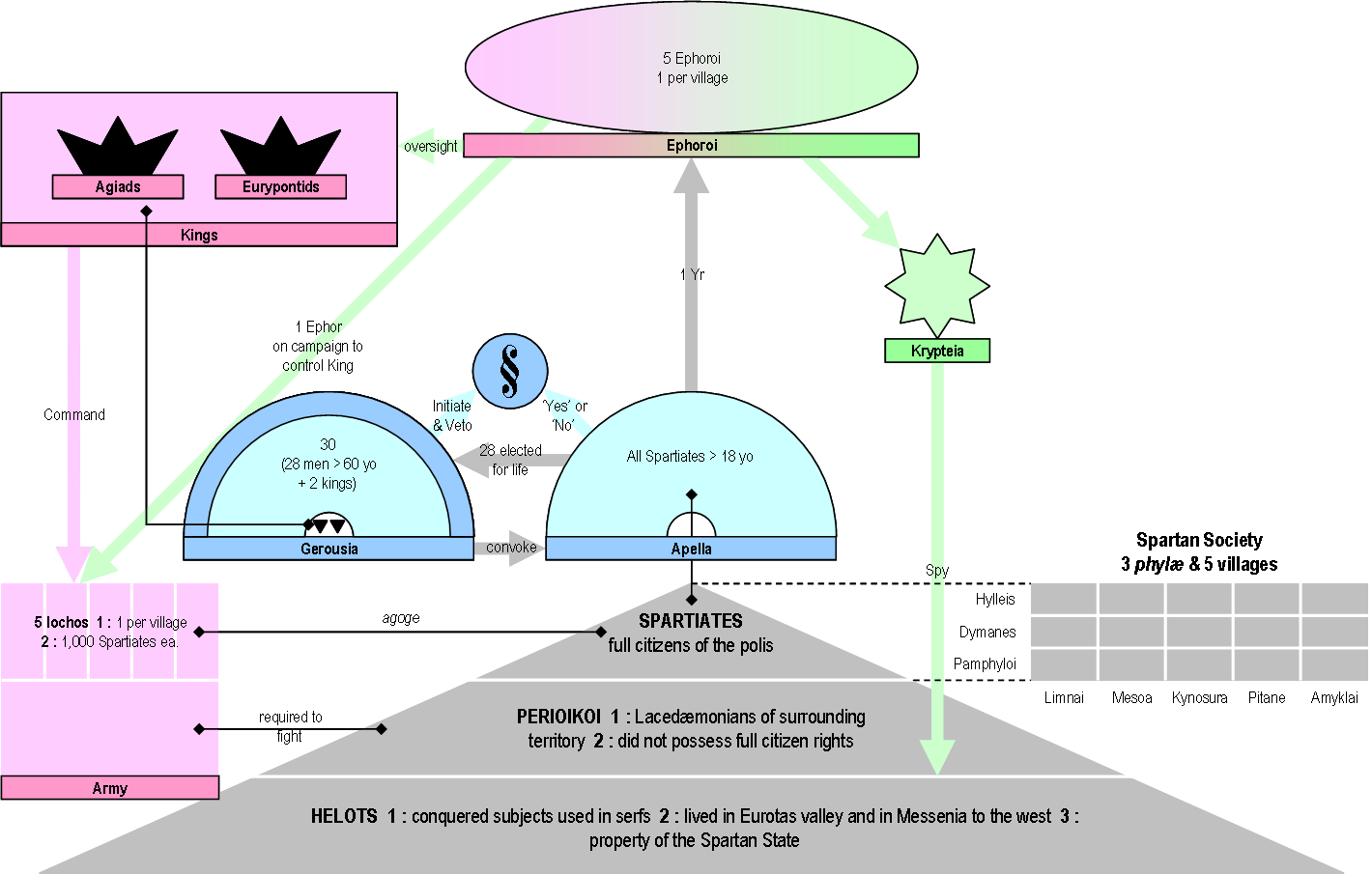
Sistema diárquico de Esparta, alabado por Platón

Los primeros griegos se organizaban en clanes familiares. Con el tiempo, los clanes se aliaron y formaron comunidades, aunque estaban separadas entre sí debido al relieve montañoso de la región. Esto favoreció que se convirtieran en territorios independientes con gobierno y ejército propios. En griego antiguo esas poblaciones eran llamadas polis. Pese a compartir esencialmente el mismo espacio geográfico, lengua y cultura, la organización política de las polis era muy diversa, incluyendo un amplio abanico de sistemas de gobierno, que abarcaba desde la tiranía hasta la democracia.
Podemos ver estas diferencias al comparar Esparta y Atenas, dos de las más importantes ciudades de la Antigua Grecia. Esparta era gobernada por reyes; a sus habitantes se les educaba para la guerra, por lo que debían ser fuertes y hábiles en el manejo de las armas; a las mujeres se les enseñaba a luchar igual que a los hombres, tenían derechos y libertad para elegir a sus esposos. Por su parte, en Atenas los gobernantes eran elegidos por el voto de los ciudadanos; los hombres no eran educados para la guerra; las mujeres no iban a la escuela, sólo podían salir acompañadas de sus familiares y no tenían derechos políticos. Aunque las ciudades-estado eran independientes y continuamente se enfrentaban, también se unían cuando eran atacadas por enemigos comunes, como el Imperio aqueménida.
Tras las civilizaciones minoica y micénica, en los siglos oscuros (entre el XIII y el XII a. C.) la fragmentación existente en la Hélade constituirá el marco en el que se desarrollarán pequeños núcleos políticos organizados en ciudades, las polis.
A lo largo del período arcaico (siglos VIII al V a. C.) y del clásico (siglo V a. C.), las polis fueron la verdadera unidad política, con sus instituciones, costumbres y leyes, y se constituyeron como el elemento identificador de esa época. En el período arcaico ya se perfiló el protagonismo de dos ciudades, Esparta y Atenas, con modelos de organización política extremos entre el régimen aristocrático y la democracia. La actividad de las polis hacia ultramar fue un elemento importante de su propia existencia y dio lugar a luchas hegemónicas entre ellas y al desarrollo de un proceso de expansión colonial por la cuenca mediterránea. La decadencia de las polis favoreció su absorción por el reino de Macedonia a mediados del siglo IV a. C. y el inicio de un período con unas connotaciones nuevas, el helenístico, por el que la unificación de Grecia daría paso con Alejandro Magno a la construcción de un imperio, sometiendo al Imperio aqueménida y al egipcio. En opinión de algunos especialistas, en esta fase la historia de Grecia volvía a formar parte de la historia de Oriente y se consumaría la síntesis entre el helenismo y el orientalismo. La civilización griega se desarrolló en el extremo nororiental del mar Mediterráneo, en los territorios que hoy ocupan Grecia, Asia Menor (Turquía), y en varias islas como Creta, Chipre, Rodas y Sicilia (Italia).

## Fuentes

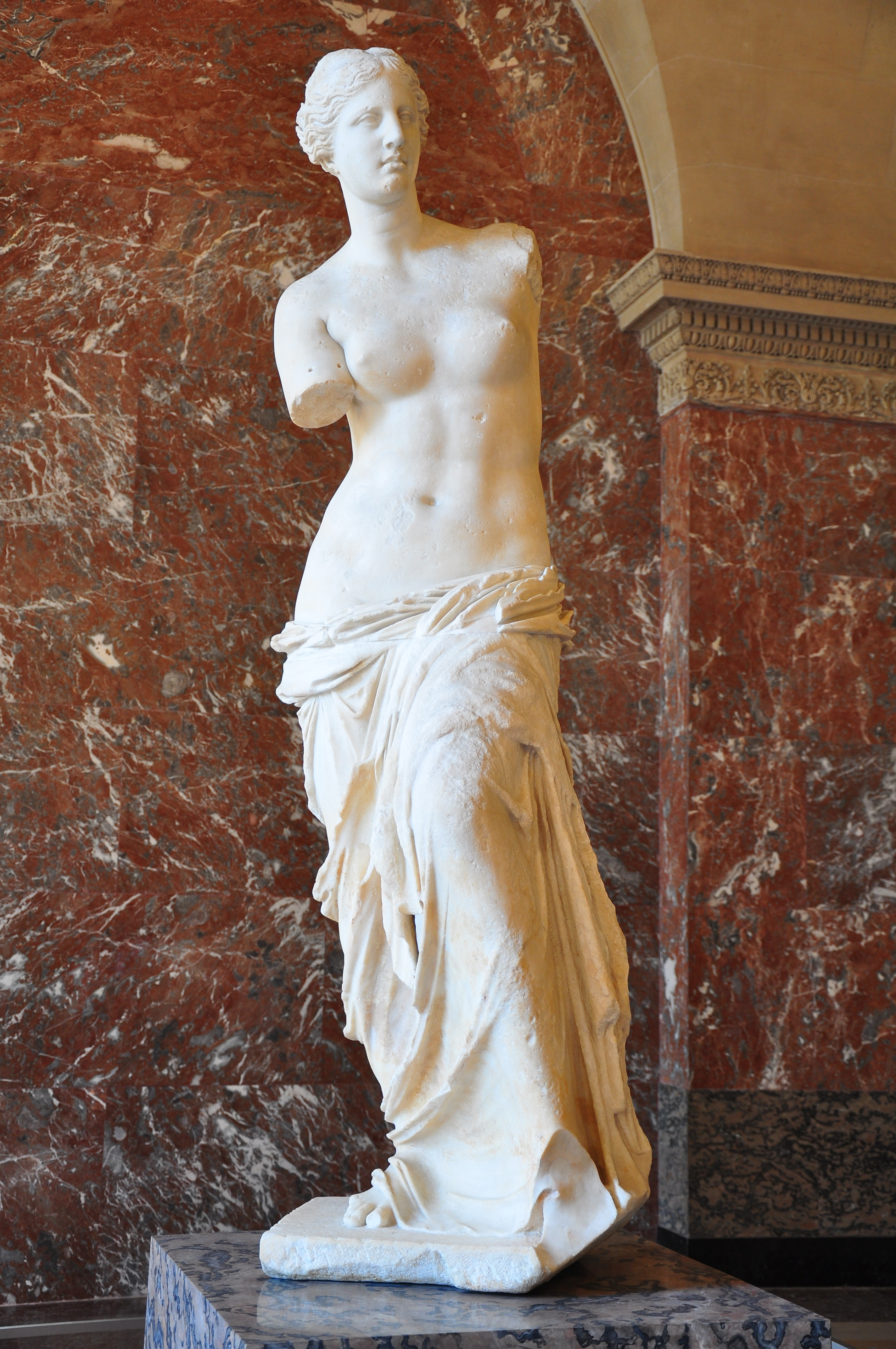
La Venus de Milo. Estatua de la diosa Afrodita. Venus es el nombre romano de la diosa, y Milo es el nombre de la isla donde se halló la estatua.

## Contexto geográfico
El concepto de «Antigua Grecia» comprende, desde una perspectiva geográfica, un conjunto de territorios diversos unidos por un mismo proceso histórico con base en los fuertes vínculos que sus pueblos mantuvieron y en los aspectos comunes que compartieron. Sus habitantes se referían a este conjunto como Hélade, y fueron los romanos quienes posteriormente le asignaron el nombre de Grecia.
La Hélade tuvo su base en tres grandes regiones, dos de ellas continentales y, una tercera, insular. Las regiones continentales comprendían la península balcánica y las tierras costeras del Asia Menor (actual Turquía); la insular, por su parte, incluía el conjunto de islas del mar Egeo (Creta, el archipiélago del Dodecaneso, el archipiélago de las Cícladas y las tierras cercanas a la costa asiática).

### Grecia continental europea
La zona septentrional de la península de los Balcanes, caracterizada por la alternancia de relieve tabular y llanura esteparia, fue la zona de mayor contacto con el resto de Europa oriental. Allí se establecieron las antiguas Tesalia, Macedonia, Etolia, Acarnania y Epiro. La zona central, comunicada dificultosamente con la anterior a través de angostos desfiladeros y de un terreno igualmente irregular de macizos y llanuras, vio prosperar a las antiguas regiones de Dórida, Fócida, Beocia y Ática. La zona meridional, abundante en macizos y fosas y comunicada con la anterior a través del istmo de Corinto, comprendía a su vez las regiones de Acaya, Arcadia, Argólida, Laconia y Mesenia.
Las características geomorfológicas de estas zonas favorecieron la diversificación de los recursos naturales y el fraccionamiento político, determinando la extensión reducida y las fronteras difusas de las polis, así como las peculiaridades de sus economías y vínculos recíprocos. La región del Ática contaba con minas de plata; Laconia, Beocia y Eubea poseían hierro; esta última, de igual manera, disponía de cobre, pero le era necesario obtener el estaño —para la aleación del bronce— del extranjero. La región de Macedonia, por su parte, era rica en oro. La abundancia de la arcilla en la península favoreció el desarrollo de centros ceramistas y de la manufactura de objetos de gran valor humano agregado, claves en su comercio exterior; de igual manera sucedió con la piedra y el mármol, abundantes en dichas zonas rocosas.

### Grecia asiática

Grecia europea y asiática, tanto continental como insular.

La colonización del Asia Menor respondió a los impulsos migratorios de los griegos europeos durante la época arcaica y se limitó a la ocupación de la faja litoral, distinguiéndose en ella tres grandes regiones: Eólida, Jonia y Dórida. La Eólida limitaba al norte con las costas del mar Negro y al sur con la desembocadura del río Hermo. Más al sur se estableció Jonia. Dórida se ubicaba en la zona más meridional del litoral y ocupaba la franja costera de un macizo de difícil acceso, con una costa abrupta y un suelo pobre.
Exceptuando la Dórida, cuyas características geográficas actuaban negativamente en el desarrollo de la agricultura y, en contraposición, su cercanía y acceso a otras tierras de Oriente favorecían el desarrollo comercial de sus pueblos, las colonias griegas de la Grecia asiática poseían características orográficas, fluviales y climáticas favorables al trabajo de la tierra. Estas zonas, ricas en ríos y valles, fueron prósperas productoras de cereales, olivo, vid y hortalizas. Por otra parte, algunas de las regiones poseían gran cantidad de pinos y cedro, fundamentales para la construcción naval.

### Grecia insular
Las islas del Egeo representaron los puntos de contacto del mundo griego y actuaron como facilitadoras de las comunicaciones y el comercio. Eubea, separada por un estrecho canal de las costas orientales de Beocia y Ática (el estrecho de Euripo), se constituye de colinas onduladas con un suelo fértil, apto para los cultivos agrícolas, las actividades ganaderas y la extracción y el trabajo del cobre. Entre las islas Cícladas, por su parte, hay algunas de características volcánicas y otras de suelo fértil aptas para el cultivo de cítricos y vid. Algunas de ellas, como Paros, basaron su economía en la producción de mármol; Sifnos, por su parte, fue un importante centro de producción de plata en la época arcaica. Del archipiélago del Dodecaneso, conjunto de islas del sudoeste de Anatolia, destacan Samos e Icaria que, alternando terrenos montañosos con llanuras, propició la producción de cereales en estas últimas, así como de olivo y vid en las laderas. La isla de Rodas, del mismo archipiélago, fue escala obligada en las rutas comerciales con Egipto y Oriente Medio, convirtiéndose en un importante centro comercial. En todo caso, los terrenos del Dodecaneso son aún más fértiles que los de las Cícladas, en buena parte debido al clima húmedo y a la abundancia de lluvias. Al norte, entre las islas de Egeo oriental, destacan por su fertilidad agrícola Quíos y Lesbos.
La isla de Creta, límite sur del mar Egeo, se caracteriza por su orografía accidentada, en ciertas zonas similares a la de la Grecia meridional europea. Al norte, las extensas llanuras hicieron posible el desarrollo de la agricultura mediterránea; sus bahías, constituyeron lugares idóneos para la navegación y el desarrollo comercial, así como para la pesca, otra de las actividades primarias de su subsistencia. El terreno montañoso existente más al sur, y los bosques que crecían en él, propició la producción de madera, mientras que sus montes bajos fueron el terreno ideal para el ejercicio de la ganadería extensiva y la caza (esta última fue decisiva en la economía de las civilizaciones neolíticas). En conjunto, la extensión de la isla, su variedad de recursos (mineros, agrícolas, ganaderos y pesqueros) y su localización comercial estratégica, hicieron posible que se desarrollase en ella una civilización propia, la minoica.

## Historia

### Civilización prehistórica y Edad del Bronce

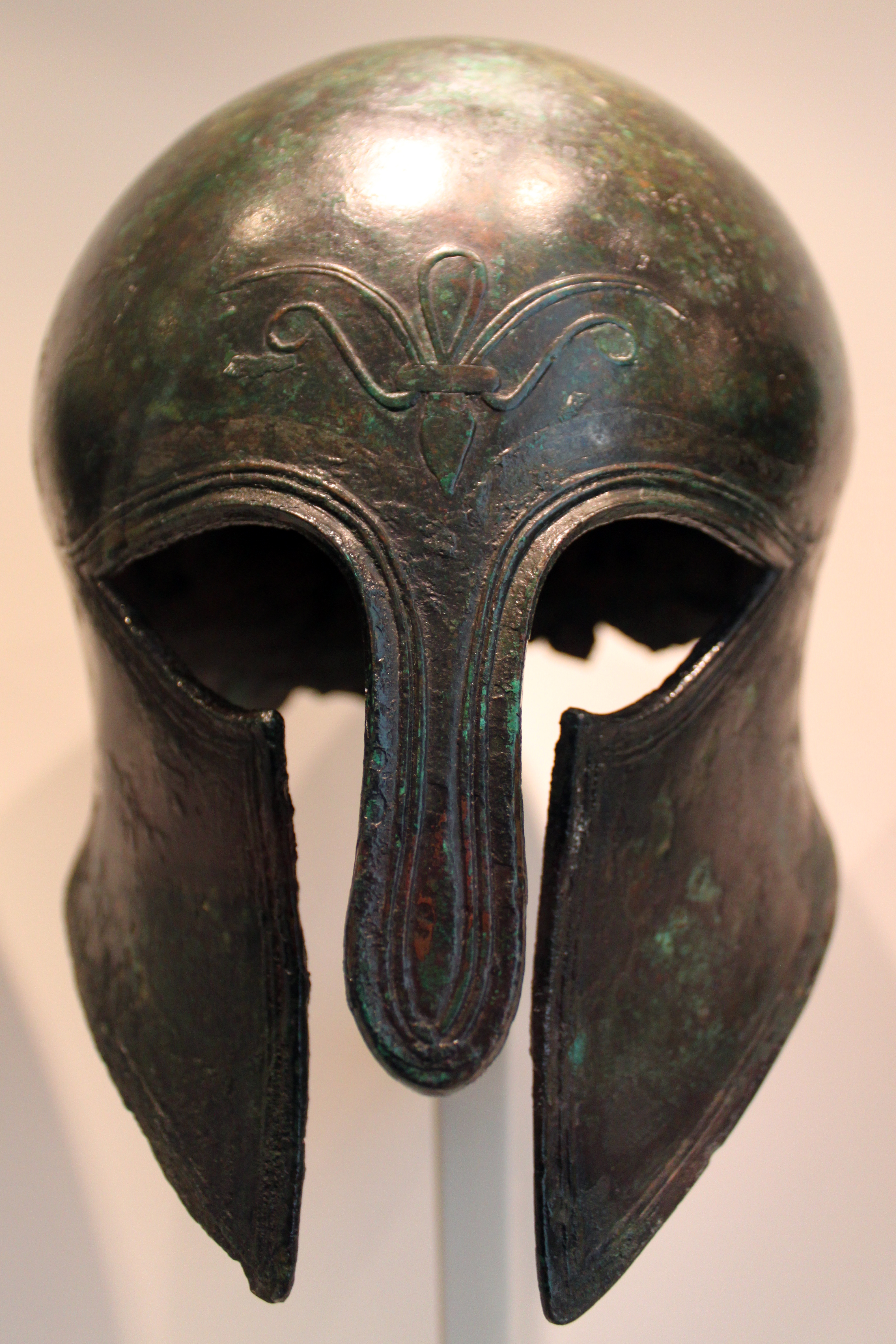
Casco corinto.

Los primeros hallazgos de vida humana en territorio griego constatan la existencia de poblaciones autóctonas en el Paleolítico, hacia el 7000 a. C. Alrededor del 6000 a. C. ―en los albores del Neolítico―, los pueblos nativos desarrollaron la agricultura y con ello se volvieron progresivamente sedentarios, extendieron la práctica de la alfarería y crearon instituciones políticas básicas. Posteriormente comenzaron a utilizar el bronce, pero el refinamiento de su uso se produjo tras el contacto con poblaciones inmigrantes.
Se cree que las tribus que se convertirían en los griegos emigraron hacia el sur a los Balcanes en varias oleadas comenzando a mediados de la Edad del Bronce (alrededor de 2000 a. C.). Otras fuentes indican un proceso migratorio ya en el quinto milenio a. C., proveniente de Mesopotamia y Siria. Según estas, los primeros inmigrantes encontraron habitantes nativos que dejaron a los recién llegados una gran cantidad de tradiciones; mientras que estos llevaron a la zona la cultura de la alfarería, agricultura y una primera deidad de la fertilidad (que más tarde sería Deméter).
Esta última versión, de ser exacta, negaría la existencia de un período neolítico en los pueblos autóctonos con anterioridad a la inmigración extranjera, situándolos en un período cultural más cercano al mesolítico.
El idioma protogriego se fecharía hacia el período inmediatamente anterior a estas migraciones, ya sea a finales del III milenio a. C. o, a más tardar, al siglo XVII a. C. La civilización de los protogriegos de la Edad del Bronce es generalmente conocida como heládica y precedió a lo que es conocido como Grecia Antigua o Antigua Grecia.
El período heládico, según algunos historiadores, puede ser dividido analíticamente en cuatro estadios bien delimitados:
- Heládico antiguo (2600 a. C.-2000 a. C.). Conformado por poblaciones ceramistas de cultura agraria (posiblemente afines a carios y etruscos) que dominaban el territorio egeo; de lenguas no indoeuropeas.
- Heládico medio (2000 a. C.-1600 a. C.). Conformado por poblaciones igualmente agrarias con pulimiento y enriquecimiento cromático de la cerámica. Comenzaron a usar el caballo y a realizar prácticas de inhumación de cadáveres (sin ofrendas).
- Heládico reciente o micénico antiguo (1600 a. C.-1400 a. C.). Período de sucesivas inmigraciones de pueblos ganaderos (aqueos, jonios), que conocían los metales, introdujeron el carro de guerra y el ámbar. Edificaron las fortalezas monumentales de Micenas, Tirinto y Pilos, y formaron urbes a su alrededor. Comerciaban con Troya, Sicilia y la península itálica. Expandieron sus dominios y fundaron colonias en Mileto, Rodas, Panfilia, Licia y Chipre.
- Micénico reciente (1400 a. C.-1150 a. C.). La llamada civilización micénica ―en consideración a la posición privilegiada y dominante de Micenas, tierra de los aqueos― alcanzó su apogeo en esta época, que ocupa un importante lugar en los famosos poemas épicos de Homero, la Ilíada y la Odisea. Esta cultura colapsó espectacularmente hacia 1150 a. C. pero la causa del colapso es desconocida y existen varias tesis al respecto. Una de ellas atribuye el derrumbe de la civilización micénica a la invasión de dorios, beocios y tesalios.[12] Según esta tesis, luego de incendiar y destruir las fortalezas micénicas, las tribus invasoras saquearon y ocuparon sus tierras. Una segunda tesis sostiene igualmente una invasión, pero de los pueblos del mar; una tercera lo atribuye a un desastre natural, y una cuarta, a conflictos internos. Este proceso coincide con el final de la Edad del Bronce y el sucesivo ingreso de la cultura griega en un período de «oscuridad» arqueológica y documental.

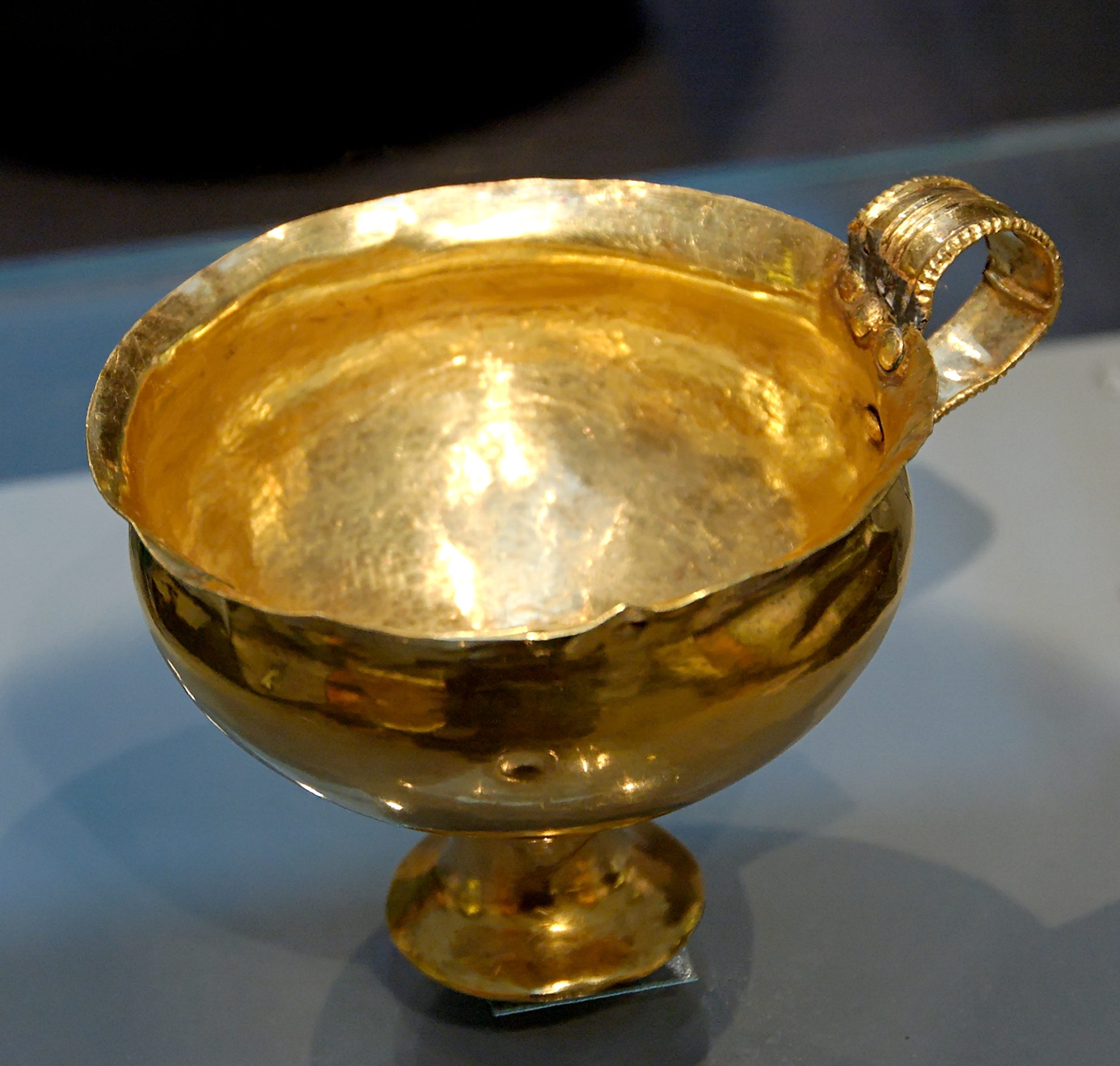
Copa de oro micénica (circa 1500 a. C.).

Durante el período en que la Grecia peninsular todavía resplandecía bajo la impresionante cultura micénica, en la isla de Creta se producía el florecimiento de la civilización minoica cretense con capital en Cnosos (1600-1250 a. C.).
Esta civilización debe su nombre al semilegendario rey Minos. Los cretenses comerciaban por todo el Mediterráneo y exportaban cerámica, tejidos, objetos de bronce y orfebrería.
Es probable, por su parte, que la cultura micénica se viera influida por la minoica, particularmente en el período de mayor esplendor de esta última. La sensación de poderío de los reyes de Creta era tal que las ciudades, palacios y templos cretenses ni siquiera estaban rodeados por murallas. Las excavaciones han encontrado maravillosas evidencias del auge y avance tecnológico del que gozaban los minoicos en ese entonces: lujosos lavabos, instalaciones de ventilación, pozos higiénicos, filtros, elaboradas pinturas y escudos de armas.
En esa época era frecuente que los hijos de príncipes extranjeros fueran enviados a luchar contra un toro en forma de sacrificio, y en tal sentido son interpretadas las representaciones pictóricas de jóvenes de ambos sexos bailando alrededor de un toro o luchando con él. Por su parte, esta práctica tiene su claro punto de contacto mitológico con la leyenda del Minotauro, «toro de Minos», que recibía periódicamente el tributo de varios jóvenes atenienses para sacrificio.
La civilización minoica pereció poco antes que la micénica; algunas versiones señalan que fueron invadidos por estos últimos, mientras que otras se inclinan a afirmar que la desaparición del reino de Creta se debió a una catástrofe natural.

### Edad oscura

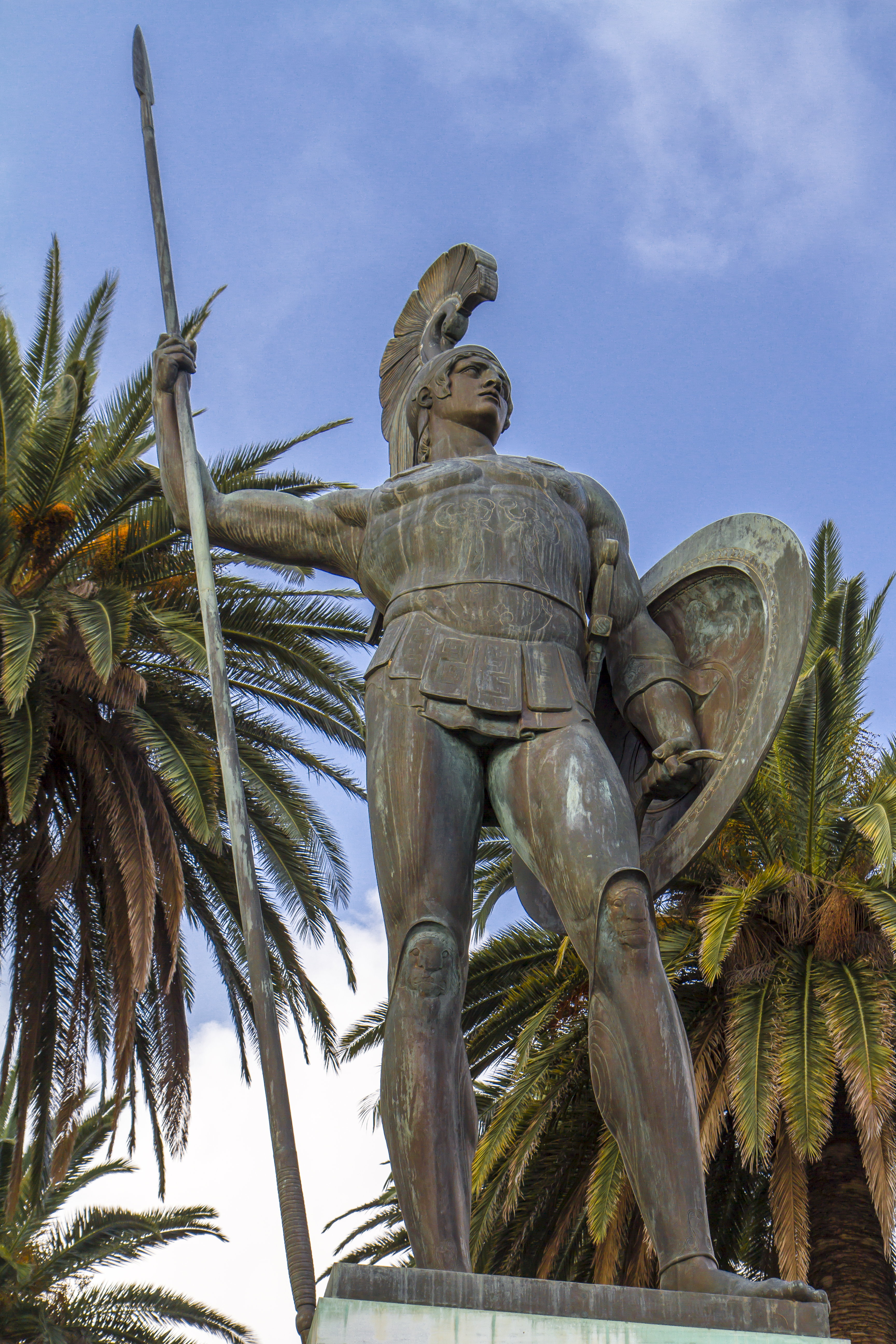
Estatua de Aquiles, en el Aquileión, protagonista de la Guerra de Troya, uno de los capítulos del poema épico de la Ilíada, narrado por Homero en el

Desde 1200 hasta el siglo VIII a. C. se conoce como la Edad oscura —siguiendo al colapso de la Edad del Bronce—. De esta etapa no ha sobrevivido ningún texto primario, y solamente queda escasa evidencia arqueológica. Algunos textos secundarios y terciarios contienen breves cronologías y listas de los reyes de este período, incluyendo Historia de Heródoto, Descripción de Grecia de Pausanias, Biblioteca histórica de Diodoro Sículo y Chronicon de Jerónimo.
La carencia de documentos primarios se explica por la virtual desaparición del sistema de escritura micénico (Lineal B). En la cultura micénica, dicho sistema estaba restringido a pequeños círculos, particularmente a los escribas de los palacios, que tenían a su cargo el grabado de recuentos de movimiento y distribución de bienes; hundida la economía micénica, ya no fueron necesarias personas que realizaran dicha tarea. Las tradiciones y leyendas sobrevivieron, desde la Edad del Bronce hasta la Época Arcaica, gracias exclusivamente a la transmisión oral.
En la época se produjo un abrupto descenso demográfico y una serie masiva de migraciones que determinaron el establecimiento de poblaciones espontáneas y poco organizadas en diferentes puntos de la Grecia continental, las islas Cícladas y el poniente de Asia menor. Estas migraciones tuvieron un carácter étnico; así, por ejemplo, los dorios ocuparon la mayor parte del Peloponeso, Grecia Central y Creta, mientras que los jonios colonizaron la mayor parte de las Cícladas. Lo anterior se reflejó en el idioma, que derivó, asimismo, en multitud de dialectos.
La economía, floreciente en el período micénico, se vio reducida a la agricultura, sustentada por esclavos, jornaleros (thêtes) y aparceros (hektemoroi). Se generalizó la pobreza y la escasez del ganado, que fue adquirido por unos pocos terratenientes. No hay registro de Estados organizados políticamente en esta época y mucho menos de las estructuradas normas de tipo micénico, que regulaban la economía y aseguraban una relativa distribución de la riqueza, permitiendo que la vida diaria de los agricultores, pastores y ceramistas resultase tolerable.
En este contexto, los trabajadores de la tierra se dedicaron a la agricultura de subsistencia, organizados en pequeñas comunidades que raramente excedían las veinte personas. La necesidad de nuevas pasturas para los animales produjo a su vez un incremento del nomadismo. En el ámbito religioso, continuaron los cultos micénicos.
En el terreno del arte y la cerámica, se produjo un empobrecimiento de las formas micénicas; generándose posteriormente dos períodos arqueológicos: el protogeométrico (1050-950 a. C.) y el geométrico (950-700 a. C.), que harían evolucionar lentamente la calidad y técnica artesanales hasta concluir, ya en los albores de la Época Arcaica, en un mundo ornamental nuevo y plenamente desarrollado. La evolución mencionada durante estos períodos se limita casi exclusivamente a la cerámica; no existe evidencia de que se hayan erigido monumentos durante la Edad oscura ―práctica común durante la época micénica― y las representaciones antropomórficas fueron usualmente grabadas en ánforas. En el ámbito de la arquitectura, se abandonó la construcción en piedra.
Atenas fue la excepción a la regla del derrumbe de la civilización. Su acrópolis, centro civilizado en los últimos tiempos de la Edad del Bronce, no sufrió daños, y transitó la «Edad Oscura» en el marco de una prosperidad relativa. Sin embargo, sus instituciones sociales y políticas no lograron salir airosas de este período y, en los albores de la «época arcaica», Atenas había perdido el acervo cultural sociopolítico acumulado en el período micénico, viéndose obligada a reconstruir sus instituciones sin mucho más que la monogamia como sustento institucional heredado.

### Época arcaica
En el siglo VIII a. C., Grecia empezó a salir de la Edad Oscura que siguió a la caída de la civilización micénica. Al pueblo le faltaba alfabetización y se había olvidado el sistema de escritura micénico, Lineal B. Pero los griegos adoptaron el alfabeto fenicio y lo modificaron para crear el alfabeto griego. A partir del siglo IX a. C. ―según algunos autores, específicamente en el VIII a. C.― empezaron a aparecer escritos.
Grecia se dividió en muchas comunidades autónomas pequeñas. Esta pauta fue impuesta en gran parte por la geografía griega, donde cada isla, valle y llanura está aislada de las demás por el mar o las sierras. Como producto directo de las migraciones previas, dichas comunidades mostraban un carácter étnico: durante el siglo VII a. C. surgió Argos, habitada por dorios, como una de las ciudades principales del Peloponeso. Dicha ciudad fue cediendo gradualmente influencia a su rival Esparta, también dórica. Por su parte, Atenas se convirtió en la residencia principal de los jonios en los Balcanes.

El teatro de Epidauro, construido en el En Grecia existían cientos de teatros, muy pocos han conservado la estructura vertical del escenario.

La primera mitad del siglo VII a. C. vio la guerra Lelantina (hacia el 710-650 a. C.), un conflicto prolongado que se distingue como la guerra documentada más temprana del período de la Grecia Antigua. En ella se enfrentaron las ciudades-estado entonces importantes Calcis y Eretria sobre la fértil llanura lelantina de Eubea. Ambas ciudades parecen haber sufrido declives como resultado de esta larga guerra, aunque Calcis fue la vencedora nominal.
En la primera mitad del siglo VII surgió una clase mercantil y, en el correr del siglo VI a. C., se comenzaron a utilizar monedas (probablemente por imitación a los lidios), aunque serían necesarios siglos para el desarrollo de una economía monetaria plena. Parece haberse gestado tensión en muchas ciudades-estado. Los regímenes aristocráticos que por lo general gobernaban las llamadas polis se sentían amenazados por la nueva riqueza de los comerciantes, que a su vez deseaban poder político.
A partir de 650 a. C., las aristocracias tenían que luchar para evitar ser derrocadas y reemplazadas por tiranos populistas. La palabra deriva de la palabra griega no peyorativa τύραννος tyrannos, que significa 'soberano ilegítimo', que se podía aplicar tanto a buenos como a malos líderes.
Una población cada vez mayor y la falta de tierras provocaron conflictos internos entre los pobres y los ricos en muchas ciudades-estado. En Esparta, las guerras mesenias resultaron en la conquista de Mesenia y la esclavitud de los mesenios, a partir de la segunda mitad del siglo VIII a. C., constituyendo un acto sin precedentes en la Grecia Antigua. Esta práctica produjo una revolución social.
La población subyugada, desde entonces conocida como ilotas, labraban y trabajaban para Esparta, mientras todos los ciudadanos varones se convertían en soldados de un estado permanentemente militarizado. Incluso las élites eran obligadas a vivir y a entrenarse como soldados; esta igualdad entre los pobres y los ricos servía para distender los conflictos sociales. Las reformas precedentes, atribuidas al enigmático Licurgo de Esparta fueron probablemente completadas antes de 650 a. C.

Atenas, por su parte, sufrió falta de tierras y una crisis agraria a finales del siglo VII, lo que también resultó en conflictos civiles. El arconte (magistrado) Dracón promulgó reformas severas en 621 a. C. (de ahí la palabra moderna «draconiano»), pero estas no pudieron acallar el conflicto. Al final las reformas moderadas de Solón (594 a. C.) le dieron a Atenas cierta estabilidad, mejorando la vida de los pobres aun cuando afianzaron a la aristocracia en el poder.

Liga de Delos (el «Imperio ateniense»), inmediatamente antes de la guerra del Peloponeso en el 431 a. C.

Para el siglo VI a. C. varias ciudades se habían vuelto dominantes en la civilización griega: Atenas, Esparta, Corinto y Tebas. Cada una había puesto las áreas rurales y los pueblos menores a su alrededor bajo su control. Además, Atenas y Corinto se habían convertido en grandes potencias marítimas y mercantiles.
Los rápidos aumentos de población en los siglos VIII y VII desencadenaron un fenómeno emigratorio que afectó a muchos griegos, estableciendo estos colonias en Magna Grecia (Mezzogiorno), Asia Menor y más lejos (ver abajo). La emigración cesó finalmente en el siglo VI. Para entonces el mundo griego había difundido su cultura y su lengua en una extensión que superaba ampliamente los límites de la actual Grecia. Las colonias griegas no eran controladas políticamente por las ciudades que las habían fundado, aunque muchas veces mantenían vínculos religiosos y comerciales entre ellas.
Durante este período ocurrieron grandes desarrollos económicos en Grecia y también en sus colonias de ultramar, que experimentaron crecimiento en el comercio y la manufactura. El nivel de vida de la población también mejoró de manera considerable. Un estudio de Ian Morris estima que la casa griega típica aumentó de coste entre cinco y diez veces entre el 800 y 300 a. C.
En la segunda mitad del siglo VI, Atenas cayó bajo la tiranía de Pisístrato, y luego de sus herederos Hipias e Hiparco. Sin embargo, en 510 a. C., por pedido del aristócrata Clístenes de Atenas, el rey espartano Cleómenes I ayudó a los atenienses a derrocar la tiranía. Poco después, empero, Esparta y Atenas iniciaron relaciones hostiles, y Cleómenes I instauró a Iságoras como arconte pro-espartano.
Con el objetivo de evitar que Atenas se convirtiera en un «gobierno de paja» bajo el reinado espartano, Clístenes propuso a sus conciudadanos atenienses que Atenas sufriera una revolución política, que todos los ciudadanos compartieran el poder independientemente de su estatus, que Atenas se volviera una «democracia». Los atenienses abrazaron esta idea con tantas ganas que después de derrocar a Iságoras e implantar las reformas de Clístenes, pudieron repeler fácilmente una invasión a tres frentes que los espartanos condujeron para reinstaurar a Iságoras. La llegada de la democracia resolvió muchos de los problemas de Atenas, dando inicio a una «edad de oro» para los atenienses.

### Grecia clásica

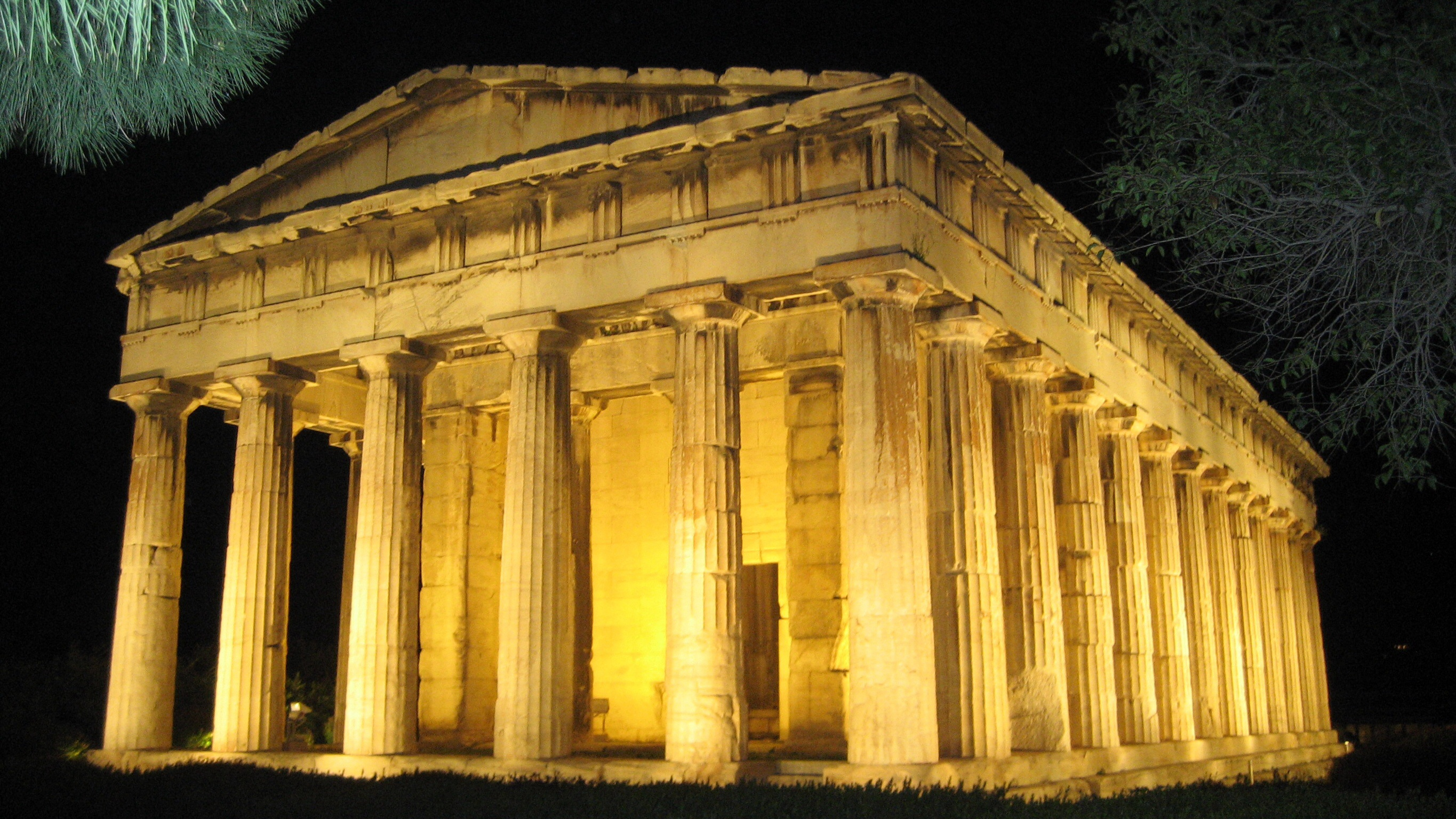
Aspecto actual del templo de Hefesto, en Atenas, construido en el

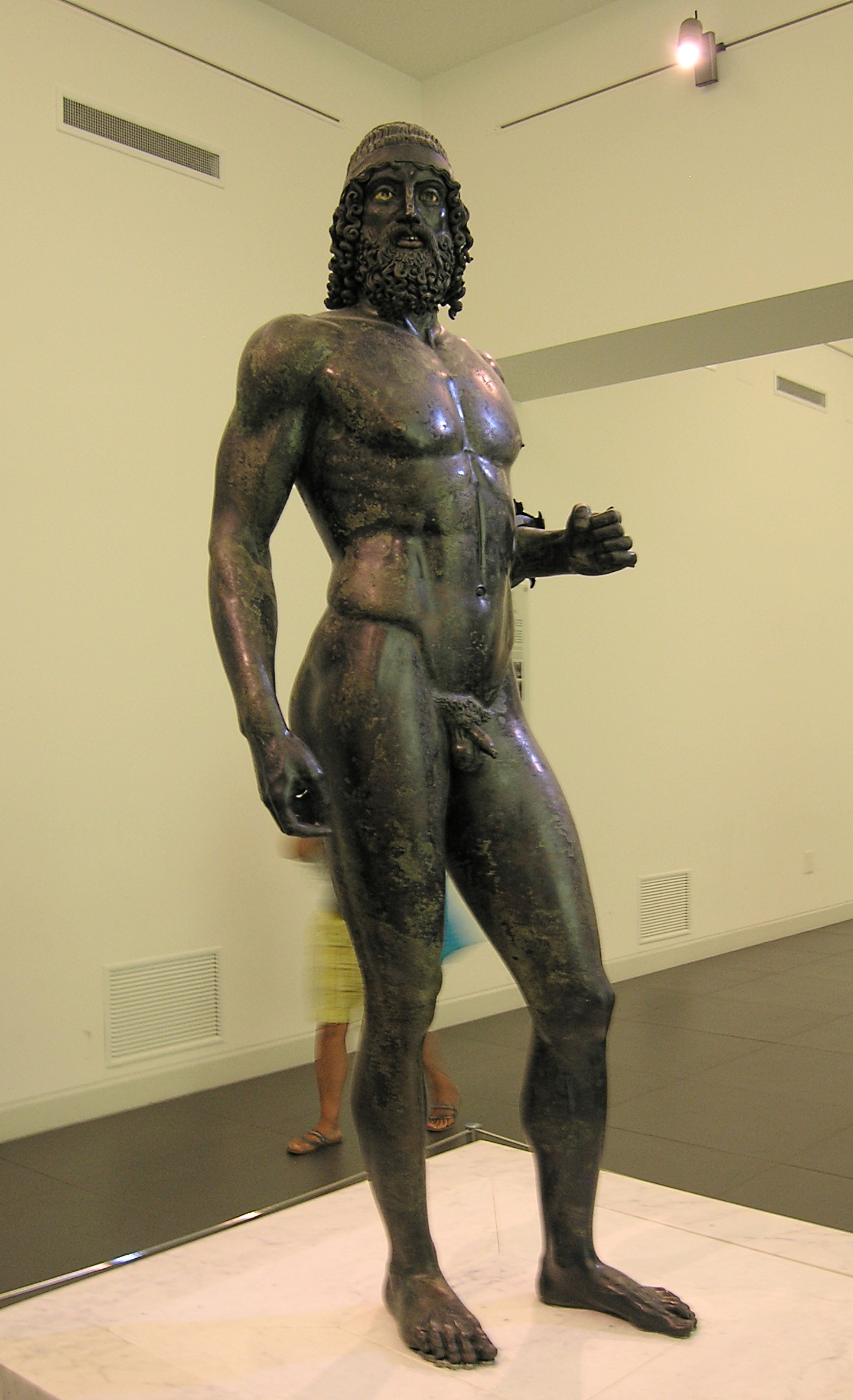
Un guerrero griego antiguo. Uno de los bronces de Riace, del

En el siglo V a. C. Atenas y Esparta, rivales tradicionales, tendrían que aliarse ante la mayor amenaza a la que la Grecia Antigua se enfrentaría hasta la conquista romana; después de aplastar la revuelta jónica (una rebelión de las ciudades griegas de Jonia), Darío I de Persia, rey de los reyes de la dinastía aqueménida, decidió subyugar a Grecia. Su invasión en el 490 a. C. fue sofocada por la heroica victoria ateniense en la batalla de Maratón bajo Milcíades el Joven. Jerjes I de Persia, heredero de Darío I, intentó su propia invasión diez años después.
Pero a pesar del número abrumador de soldados en su ejército, Jerjes I fue derrotado después de la famosa batalla de retaguardia de las Termópilas y las victorias de los aliados griegos en las batallas de Salamina, Mícala y Platea. Las guerras médicas continuaron hasta 449 a. C., conducidas por los atenienses y su Confederación de Delos, durante las que Macedonia, Tracia, las Islas del Egeo y Jonia fueron liberadas de la influencia de Persia.
La posición entonces dominante del imperio ateniense marítimo amenazó a Esparta y a la Liga del Peloponeso, compuesta de ciudades de Grecia continental. Inevitablemente, encendió la guerra del Peloponeso (431 a. C.-404 a. C.). Aunque la inmensa mayoría de la guerra fue un punto muerto, Atenas sufrió varios reveses durante el conflicto. Una gran peste en el 430 a. C., seguida por una campaña militar desastrosa llamada la expedición a Sicilia, debilitó severamente a Atenas. Esparta provocó una rebelión entre los aliados de Atenas, debilitando aún más la capacidad ateniense de hacer la guerra. El momento decisivo llegó en el 405 a. C. cuando Esparta cortó las provisiones de grano del Helesponto a Atenas. Obligada a atacar, la armada ateniense paralizada fue decisivamente vencida por los espartanos bajo el mando de Lisandro en Egospótamos. En 404 a. C. Atenas demandó la paz y Esparta dictó un acuerdo previsiblemente severo: Atenas perdió sus murallas (incluyendo los Muros Largos), su armada y todas sus posesiones en ultramar.
Entonces Grecia empezó el siglo IV a. C. bajo hegemonía espartana, pero estaba claro desde el principio que era débil. Una crisis demográfica privó a Esparta de parte de su población, y para 395 a. C. Atenas, Argos, Tebas y Corinto sentían que podían desafiar el dominio espartano, resultando en la guerra de Corinto (395-387 a. C.). Otra guerra llena de puntos muertos que terminó restableciendo el statu quo.
La hegemonía espartana duró 16 años más hasta que, al tratar de imponer su voluntad sobre los tebanos, los espartanos sufrieron una derrota decisiva en Leuctra (371 a. C.). A continuación el brillante general tebano Epaminondas condujo a las tropas tebanas hacia el Peloponeso, donde otras ciudades-estado desertaron de la causa espartana. Por lo tanto los tebanos pudieron marchar a Mesenia y liberar a la población. Privada de sus tierras y sus siervos, Esparta declinó y se convirtió en una potencia de segunda clase. La nueva hegemonía tebana duró poco tiempo; en la batalla de Mantinea en el 362 a. C., Tebas perdió a su líder clave, Epaminondas, y muchísimas tropas, aunque salió victoriosa en la batalla. De hecho, todas las ciudades-estado perdieron bastantes hombres, de manera que ninguna pudo restablecer su dominio.
La situación de debilidad de la Grecia central coincidió con el surgimiento de Macedonia, encabezada por Filipo II. En veinte años Filipo había unificado su reino, mientras lo ampliaba hacia el norte y el oeste a costa de tribus ilirias y conquistaba Tesalia y Tracia. Sus éxitos en parte se debían a sus muchas innovaciones militares. Filipo solía intervenir en los asuntos de las ciudades-estado del sur, culminando en su invasión de 338 a. C. Al derrotar decisivamente al ejército aliado de Tebas y Atenas en la batalla de Queronea, se convirtió en el hegemón de facto de toda Grecia. Obligó a la mayoría de las ciudades-estado a unirse a la Liga de Corinto, aliándose con ellas y previniendo que lucharan entre sí. Luego Filipo entró en guerra contra la dinastía aqueménida (persas), pero fue asesinado por Pausanias de Orestis al comienzo del conflicto.
Alejandro Magno, heredero de Filipo, prosiguió la guerra. Alejandro derrotó a Darío III de Persia y desmanteló completamente la dinastía aqueménida, anexionándola a Macedonia y ganándose el epíteto de «Magno». A la muerte de Alejandro en el 323 a. C., el poder y la influencia de Grecia estaban en su apogeo. Sin embargo hubo un cambio fundamental, fuera de la fuerte independencia y la cultura clásica de las polis, y hacia la cultura helenística en vías de desarrollo.

### Grecia helenística

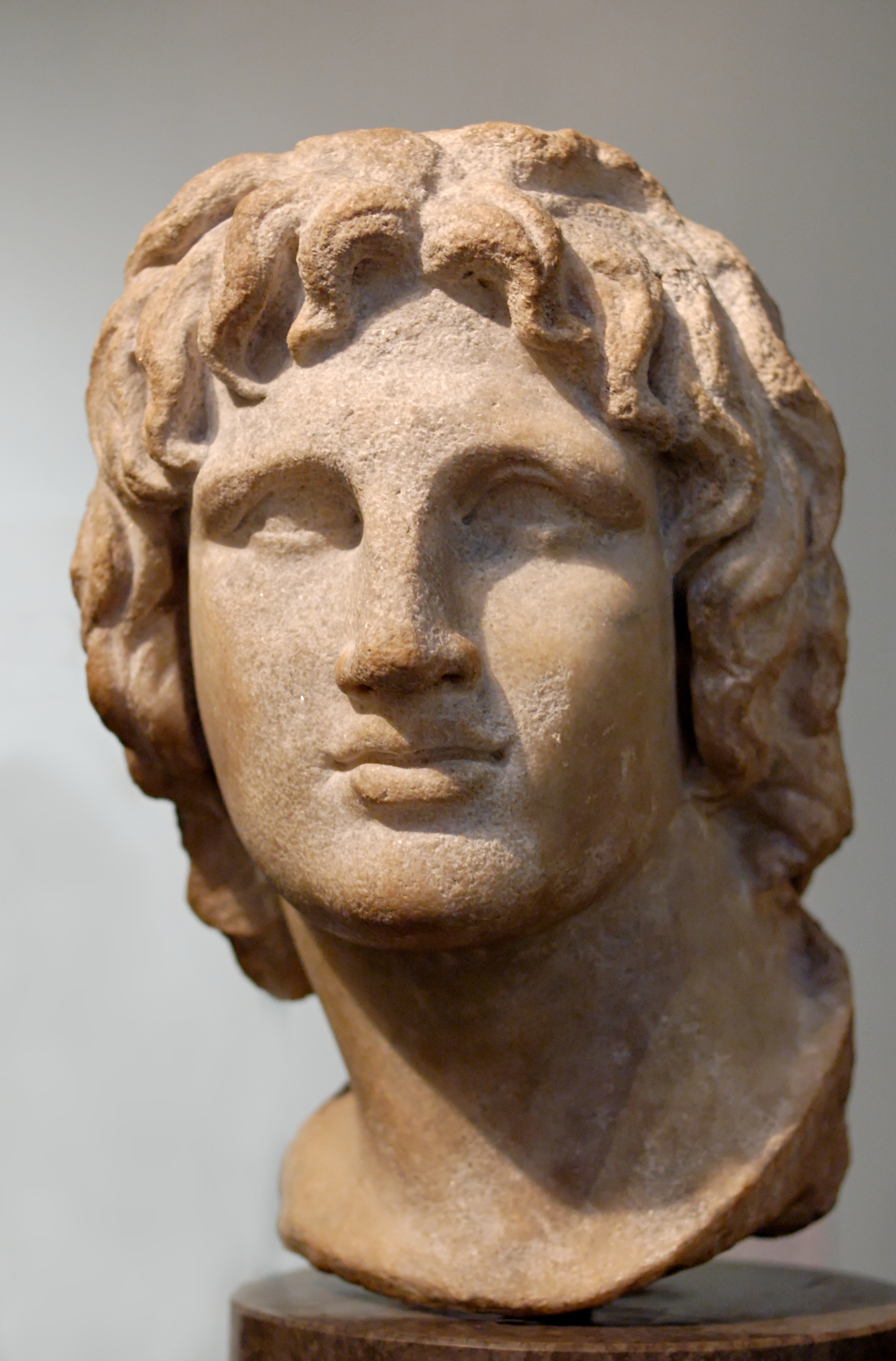
Alejandro Magno (busto, Alexandría). Continuó el plan de su padre Filipo II en afirmar el dominio sobre Grecia, extendió los territorios hasta el sureste de Europa, y puso en marcha en plan panhelénico para arrebatarle el imperio a Persia: las ciudades griegas de Asia menor hasta Egipto, y finalmente conquistó el imperio persa, hasta llegar a Afganistán y límites de la India. Falleció a los 32 años.

El período helenístico duró desde 323 a. C., cuando terminaron las guerras de Alejandro Magno, hasta la conquista de Grecia por la república romana en el 146 a. C. Aunque el establecimiento del dominio romano no rompió la prolongada continuidad en la sociedad y la cultura helenísticas —que se mantendrían en la misma forma básica hasta la llegada del cristianismo— sí señaló el final de la independencia política griega.
Durante el período helenístico la importancia de «la propia Grecia» (es decir, el territorio de la actual Grecia) se redujo bruscamente en el mundo grecoparlante. Los grandes centros de la cultura helenística eran Alejandría y Antioquía, las capitales de Egipto ptolemaico y Siria seléucida respectivamente.
Las conquistas de Alejandro tuvieron varias consecuencias para las ciudades-estado griegas. Ampliaron enormemente las fronteras de los griegos y acabaron en una emigración continua, especialmente de los jóvenes y los ambiciosos, hacia los nuevos imperios griegos al este. Muchos griegos emigraron a Alejandría, Antioquía y a las muchas otras ciudades helenísticas nuevas que se fundaron en la estela de Alejandro, tan lejos como los actuales Afganistán y Pakistán, donde sobrevivieron los reinos grecobactriano e indogriego hasta finales del siglo I a. C., culminando así una era histórica donde las culturas de Europa, África y Asia se fusionaron, las rutas comerciales y el intercambio cultural tuvieron una extensión sin precedentes.
Después de la muerte de Alejandro y tras varios conflictos, su imperio se dividió entre sus generales, resultando en el Reino Ptolemaico (basado en Egipto), el Imperio seléucida (basado en el Levante), Mesopotamia y Persia, y la Dinastía Antigónida (basada en Macedonia). En el período intermedio, las polis de Grecia pudieron recobrar un poco de su libertad, aunque tenían que rendirle cuentas nominalmente al Reino Macedonio. Las ciudades-estado se quedaron en dos ligas: la Liga Aquea (incluyendo Tebas, Corinto y Argos) y la Liga Etolia (incluyendo Esparta y Atenas). En la mayor parte del período hasta la conquista romana, estas ligas solían estar en guerra entre sí, mientras se aliaban a partidos distintos en los conflictos entre los diádocos (antiguos generales de Alejandro, herederos de su reino).
El reino antigónida de Macedonia se implicó en una guerra con la república romana a finales del siglo III a. C. Aunque la primera guerra macedónica quedó inconclusa, los romanos siguieron haciendo la guerra con Macedonia en las denominadas guerras macedónicas. Coincidentemente con el desarrollo de la segunda guerra púnica entre Roma y Cartago, durante la primera guerra macedónica el reino antigónida, bajo Filipo V, se alió con Cartago. Dicha alianza no tuvo mayores consecuencias e, inclusive, en esta lucha entre grandes potencias como Macedonia, Roma y Cartago, algunos sectores griegos tomaron partido por Roma.
Hacia el año 168 a. C., finalizada la tercera guerra macedónica y derrotado Perseo ―heredero de Filipo V―, Macedonia fue anexada por Roma y dividida en cuatro repúblicas independientes que no tenían permitido ni el comercio ni el matrimonio entre sus habitantes. En 150 a. C., Andrisco diciéndose hijo de Perseo de Macedonia, realizó varias ofensivas contra Roma, hasta su derrota y la conversión definitiva de Macedonia en provincia romana.
La Liga Etolia se había vuelto recelosa de la participación romana en Grecia, y se había puesto de parte de los seléucidas en la Guerra romano-siria. Cuando los romanos terminaron victoriosos, esta liga también se anexionó a la república. Aunque la Liga Aquea duró más que la Liga Etolia y Macedonia, también fue derrotada e incorporada por los romanos en el 146 a. C. ―y la rica ciudad de Corinto destruida tras un intento inútil de resistencia―, terminando Roma con la independencia de toda Grecia. La república romana había desarrollado con éxito su estrategia de dividir y enfrentar entre sí a sus adversarios, lo que posteriormente se conocería como divide et impera, locución que pasaría a la Historia en diferentes contextos.

### Grecia romana

Los mayores dominios helenísticos del siglo y a. C., heredados de la campaña de Alejandro Magno contra Persia: el Reino Ptolemaico (azul oscuro), el Imperio seléucida (amarillo), Macedonia (verde) y Epiro (rosa). Los generales que heredaron su imperio tuvieron un prolongado enfrentamiento entre sí mismos por largas décadas: la Guerra de los Diádocos. Tras un lógico debilitamiento, en el siglo II a. C Roma se apoderó de Grecia, Egipto y Asia menor.

Con la locución Grecia Romana se denomina al período de la Historia de Grecia que siguió a la victoria romana sobre los corintios tras la batalla de Corinto, en el año 146 a. C., hasta el restablecimiento de la ciudad de Bizancio y su nombramiento, por el emperador Constantino I, como capital del Imperio romano (la Nueva Roma) renombrada Constantinopla en el año 330.
La colonización política de Grecia por parte de Roma tuvo su contrapartida en una especie de colonización cultural inversa. La cultura romana fue, de hecho, una cultura greco-romana. El griego, como idioma, se convirtió en lengua franca en el Este y en Italia. En las casas de los nobles romanos, por su parte, dicho idioma se convirtió en el usual y los niños nobles solían ser educados por preceptores griegos.
La vida interna de Grecia durante el dominio romano no se vio culturalmente afectada. Sí hubo, en cambio, modificaciones importantes en la organización de la estructura social. A la desaparición de la llamada «clase media» siguió el desvanecimiento de la diferencia clásica entre patricios y plebeyos, formándose, en cambio, una nueva capa compuesta por patricios y plebeyos ricos: la nobleza oficial, cerrada al movimiento social y aspirante a la ocupación de los mejores puestos públicos, así como un nuevo sector financiero protocapitalista, beneficiado con la caída de las ricas ciudades comerciales de Cartago y Corinto.
Durante los siglos II y III, Grecia fue dividida en provincias, que incluían a Achaea, Macedonia, Epiro, Tracia, y Moesia.
Aunque Grecia siguió siendo parte de la relativamente unificada «mitad levantina» del Imperio romano, durante el reino de Constantino el centro del Oriente se desplazó a Constantinopla y Anatolia. Atenas, Esparta y las otras ciudades griegas perdieron su importancia y muchas de sus estatuas y otras manifestaciones artísticas fueron llevadas a Constantinopla.

## Colonias

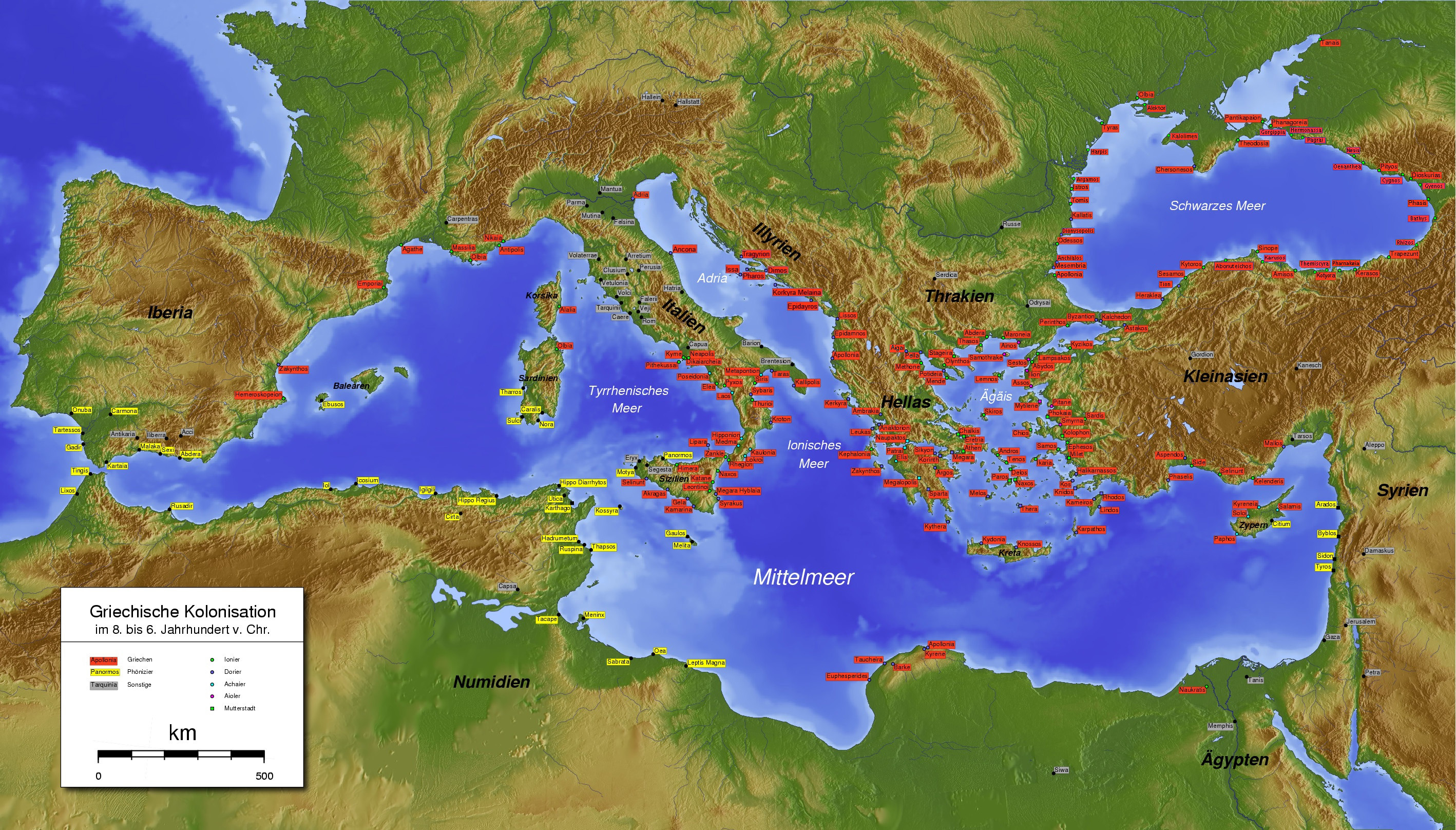
Ciudades y colonias griegas, h. 350 a. C.

Durante la época arcaica, la población de Grecia creció fuera de la capacidad de su limitada tierra arable (según un cálculo, la población se multiplicó más de diez veces entre el 800 y el 400 a. C., desde 800 000 hasta una población total estimada entre 10 y 13 millones). Hacia 750 a. C. los griegos empezaron 250 años de expansión, colonizando en todas las direcciones. Al este, colonizaron primero la costa egea de Asia Menor; luego Chipre y las costas de Tracia, el mar de Mármara y la costa meridional del mar Negro. Al final la colonización griega llegó tan lejos que alcanzó, al noreste, zonas de Ucrania y Rusia (Taganrog). Al oeste colonizaron las costas de Iliria, Sicilia e Italia del sur; luego Francia del sur, Córcega y aun España del noreste. También se establecieron colonias griegas en Egipto y Libia. Las actuales Siracusa, Nápoles, Marsella y Estambul empezaron como las colonias griegas Syracusae (Συρακούσαι), Neápolis (Νεάπολις), Massalia (Μασσαλία) y Byzantion (Βυζάντιον). Estas colonias desempeñaron un papel en la difusión de la influencia griega a través de Europa, y también ayudaron a establecer redes de comercio de larga distancia entre las ciudades-estado griegas, estimulando la economía en la Antigua Grecia.

## Estructura política
La Grecia Antigua se componía de varios centenares de ciudades-estado polis que eran casi independientes. Esta situación era diferente a la de la mayoría de las otras sociedades, que eran o pueblos de pequeñas cantidades de personas o reinos soberanos de territorios extensos. Sin duda, la geografía de Grecia —que está dividida y subdividida por colinas, montañas y ríos— contribuía a la naturaleza fragmentada de la Antigua Grecia. Es probable que existiera una estructura política similar en las grandes ciudades-estado marítimas de Fenicia. Sin embargo, hasta cierto punto, la situación era única en la Antigua Grecia. Por un lado, los griegos antiguos no dudaban que eran «un pueblo singular»; compartían la misma religión, la misma cultura básica y la misma lengua, además de ser muy conscientes de sus orígenes tribales; Heródoto pudo clasificar las ciudades-estado por tribu. Por otro lado, aunque existían estas relaciones del más alto nivel, parece que rara vez jugaban un papel en la política griega. La independencia de las polis se defendía con fiereza; los antiguos griegos rara vez contemplaron la unificación de Grecia. Aun cuando un grupo de ciudades-estado se aliaron para defender Grecia durante la segunda invasión persa, la inmensa mayoría de los estados permanecieron neutrales y tras derrotar a los persas los «aliados» volvieron a sus luchas internas.
Las mayores peculiaridades del sistema político en la Grecia Antigua eran:
- Su naturaleza fragmentaria, que no parece en particular tener orígenes tribales.
- La centralización del poder en centros urbanos dentro de estados pequeños.

Las rarezas del sistema griego son más evidentes en las colonias que los griegos establecieron alrededor del Mar Mediterráneo. Aunque cada una podía considerar a cierta polis griega como su «madre» (y mantenerse amable o parcial con ella), era enteramente independiente de la ciudad que la fundó.
Inevitablemente, las polis menores podían ser dominadas por sus vecinos mayores, pero las conquistas y los reinados directos fueron bastante raros. Al contrario, las polis se organizaban en ligas, cuyos afiliados estaban en un estado constante de cambio. Después, en el período clásico, el número de ligas decreció y las ligas se hicieron mayores. Cada una era dominada por una única ciudad (por ejemplo Atenas, Esparta o Tebas), y muchas veces una polis era obligada a afiliarse a una liga bajo la amenaza de la guerra (o bajo las condiciones de un tratado de paz). Aún después de que Filipo II de Macedonia «conquistara» los centros de la Antigua Grecia, no trató de anexionar el territorio ni lo unificó en una provincia nueva; simplemente obligó a la mayoría de las polis a unirse a su propia Liga de Corinto.

### Gobierno y ley

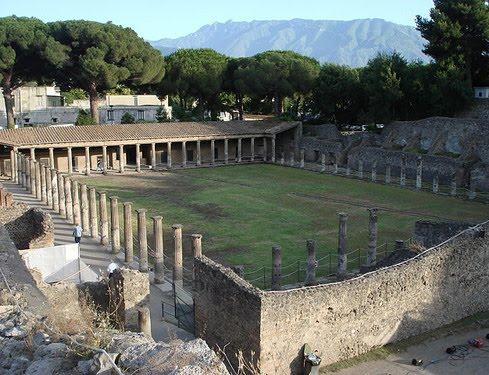
Palestra, gimnasio, restos de la antigüedad. Los griegos dedicaban al atletismo una atención tan importante como a la música.

Parece que al principio muchas ciudades-estado griegas eran reinos menores; muchas veces había un funcionario municipal que cumplía funciones residuales y ceremoniales del rey (basileo), e. g. el arconte basileo en Atenas. Sin embargo, para la Época arcaica y la primera conciencia histórica, la mayoría de estas ciudades-estado ya se habían convertido en oligarquías aristocráticas. No se sabe precisamente cómo ocurrió este cambio. Por ejemplo, para 1050 a. C. en Atenas el puesto del rey se había reducido al de magistrado principal (arconte), hereditario y de por vida. En 753 a. C. se había convertido en un arcontado elegido decenalmente; y finalmente, en el 683 a. C. era un cargo elegido anualmente. En cada etapa ganaba más poder la aristocracia en su totalidad y se reducía el del individuo común.
Con el tiempo, el dominio político y la riqueza de grupos pequeños de familias propendía a provocar descontento social en muchas polis. En muchas ciudades un tirano en cierto punto tomaba el control y gobernaba según su propia voluntad; una agenda populista solía ayudarlo a mantenerse en el poder.
Atenas cayó bajo una tiranía en la segunda mitad del siglo VI a. C. Cuando esta tiranía terminó, se propuso una reforma radical para que la aristocracia no recobrara el poder: los atenienses fundaron la primera democracia del mundo. Una asamblea de ciudadanos para la discusión de la política municipal (la Ekklesía) había existido desde las reformas de Dracón en el 621 a. C., y a todos los ciudadanos se les permitía que asistieran según las reformas de Solón (principios del siglo VI a. C.); pero los ciudadanos más pobres no podían hablar ante la asamblea o postularse como candidatos, excepto en el caso de ciertos cargos públicos cuya elección era aleatoria. Al establecer la democracia, la asamblea se convirtió en el mecanismo de iure del gobierno; todos los ciudadanos entonces tuvieron igualdad de derechos (isopoliteia) en la asamblea. Sin embargo, los que no eran ciudadanos ―los metecos (extranjeros que vivían en Atenas) y los esclavos― no gozaban de ningún derecho político en absoluto. En Esparta existía la diarquía (gobierno de dos reyes), uno se ocupaba de los asuntos administrativos, económicos y sociales, el otro se ocupaba de la defensa.
Después del surgimiento de la democracia en Atenas, otras ciudades-estado fundaron democracias. No obstante, muchas retuvieron formas de gobierno más tradicionales. Según su costumbre en otros asuntos, Esparta era una excepción notable al resto de Grecia, y a través de la época fue gobernada no por uno, sino por dos monarcas hereditarios bajo una forma de diarquía. La monarquía espartana pertenecía a los Agíadas y los Euripóntidas, descendientes de Eurístenes y Procles, respectivamente. Se cree que los dos fundadores de sus dinastías eran hijos gemelos de Aristodemo, un soberano heráclida. Sin embargo, el poder de estos reyes era limitado tanto por un consejo de ancianos (la Gerusía) como por magistrados (los éforos) específicamente designados para vigilar a los reyes.

## Guerras

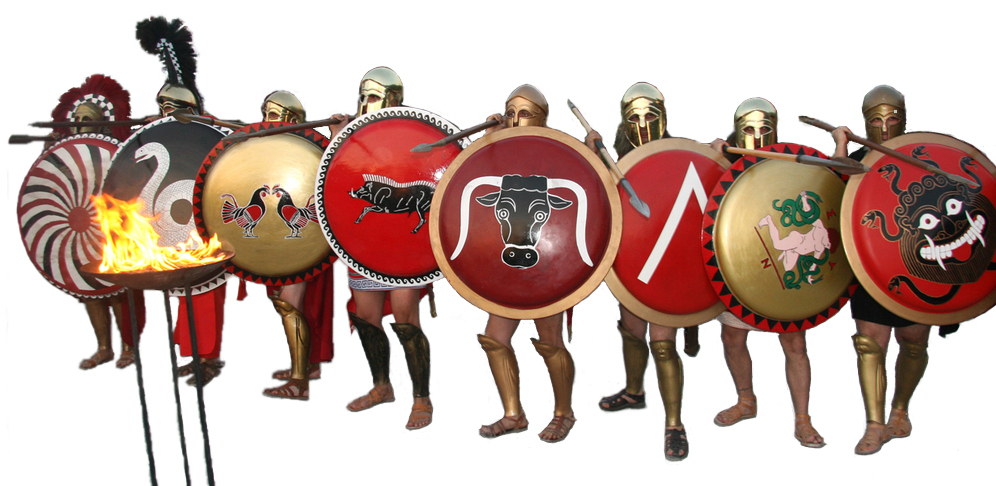
La falange era la formación típica de la infantería.

Guerra en la Antigua Grecia es la locución usada para describir la guerra de las polis griegas (las ciudades-estado de la Grecia Antigua), entre la revolución hoplítica del siglo VIII a. C. y el inicio del imperio macedonio en el siglo IV a. C.

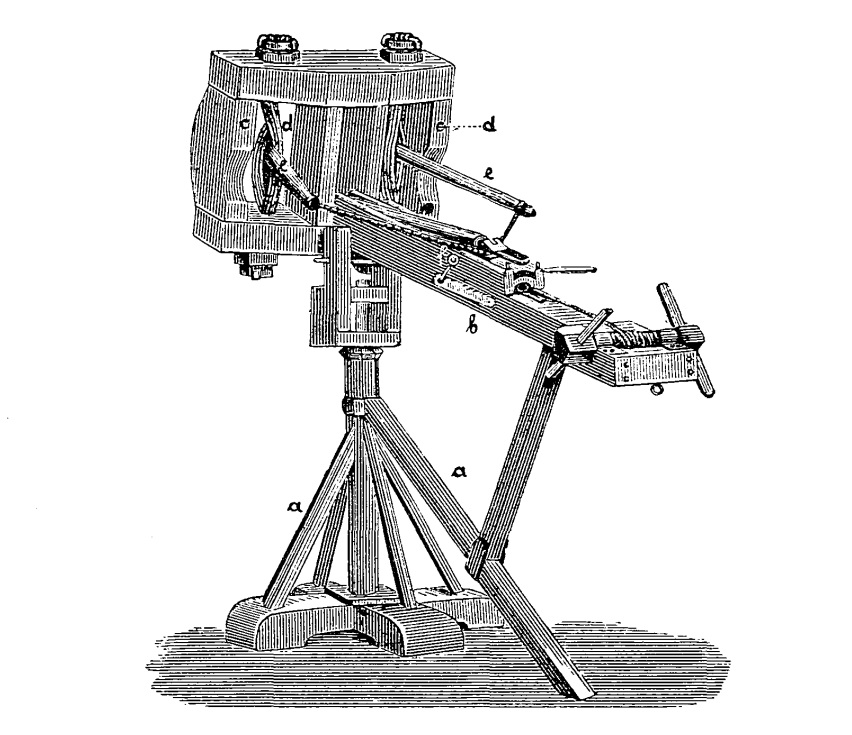
El euthytonon, una potente catapulta direccional introducida por los ingenieros de Alejandro Magno en el

Pocas civilizaciones fueron tan belicosas como las polis griegas, a pesar de que fueron sociedades poco militarizadas hasta el siglo IV a. C. Los templos tienen representaciones en sus frontones y sus frisos con dioses con indumentaria de hoplita. Los vasos cerámicos glorifican las filas de la falange.
Las estelas funerarias representan las muertes de los soldados de infantería. Platón utiliza a menudo el modelo de la guerra para ilustrar sus teorías de la virtud y del conocimiento y extrae frecuentemente sus ejemplos de la experiencia militar personal de Sócrates. Para Heródoto, Tucídides o Jenofonte, era aparentemente inconcebible relatar otras cosas. Para Sócrates, matar hombres guerreando por Atenas no se oponía a la práctica de la dialéctica o de la reflexión abstracta.
Las guerras más significativas fueron:
- Guerras médicas (490-479 a. C. Esparta, Atenas y las ciudades estado griegas se unieron para repeler las invasiones de Persia).
- Guerra del Peloponeso (431-404 a. C.).
- Guerra de Corinto (395-387 a. C.).
- Guerra panhelénica (330-323 a. C.), llamada así por historiadores y ensayistas[44][45][46][47][48] fue la contraofensiva que Grecia, encabezada por Macedonia y al mando de Alejandro Magno, mantuvo contra su opresor, el imperio persa, que culminó con la caída del vasto imperio aqueménida en menos de 5 años, donde tras sucesivas victorias (épicas, según las fuentes clásicas), los helenos le arrebataron el control de Tracia, Anatolia (Asia menor), Egipto, Asia suroccidental y central, cayendo la misma Babilonia. Los territorios del nuevo imperio heleno se extendieron desde los Balcanes, Grecia a Egipto, hasta la actual Afganistán e India.
- Guerra de los Diádocos: (323-287 a. C.), el imperio de Alejandro Magno, tras su prematura muerte, quedó dividido en satrapías y comenzó una prolongada guerra entre sus sucesores por los territorios que se extendió por 50 años; lo que terminó debilitando a todas las ciudades-Estado y reinos, que comenzaron a ser invadidas paulatinamente por Roma, hasta su conquista final en el siglo II a. C., un período que le llevó a Roma unos 150 años.

## Organización social
Solamente los hombres nativos y libres que eran dueños de tierras podían ser ciudadanos, y gozar de la protección entera de la Ley en una ciudad-Estado (si bien más tarde Pericles introdujo excepciones a la restricción sobre los nativos). En la mayoría de las ciudades-Estado, la gente que tenía importancia social no gozaba de ningún derecho especial. Por ejemplo, nacer en una cierta familia no solía ofrecer privilegios especiales. A veces, ciertas familias controlaban algunas funciones religiosas públicas, pero no solían lograr ningún poder de más en el gobierno. En Atenas, la población se dividía en cuatro clases sociales según su riqueza. La gente podía cambiar de clase por ganar más dinero. En Esparta, todos los ciudadanos varones se nombraban iguales si terminaban su educación. Sin embargo, los reyes espartanos, que servían de jefes militares y religiosos en la ciudad-Estado, venían de dos familias.

### Esclavitud
Los esclavos en la Antigua Grecia eran mayormente cautivos de guerra, o ciudadanos que infringían las leyes, lo que hoy serían los presos, solo que, a diferencia del encierro castigador actual, tampoco realizaban tareas sacrificadas como otras culturas, sino que según cada ciudad-estado, los esclavos vivían en libertad. En Esparta les eran asignadas tierras, las que trabajaban y percibían ingresos, en otras polis tenían diversos empleos, percibían dádivas, y podían criar una familia. Incluso podían obtener la libertad si un mercader los compraba y liberaba. Un esclavo célebre fue el filósofo Diógenes, apresado por falsificar monedas. Estando en la plaza mercantil, le ordena a un veedor: «véndeme a ese, necesita un esclavo que lo oriente».
Los esclavos tenían el derecho de criar una familia y ser dueños de propiedades, pero no tenían derechos políticos. Para 600 a. C. la esclavitud-mercantil se había difundido en Grecia. Para el siglo III a. C. los esclavos componían un tercio de la población entera en algunas ciudades-Estado. Los esclavos fuera de Esparta casi nunca se sublevaron porque conformaban demasiadas nacionalidades y estaban demasiado dispersos para organizarse. O quizá no era conveniente perder sus cómodas posiciones administrando fincas por una sublevación.
La mayoría de las familias tenían esclavos como sirvientes domésticos y peones, y aun algunas familias pobres podían tener unos pocos esclavos. No se permitía que los dueños pegaran o mataran a sus esclavos. Los dueños muchas veces prometían a sus esclavos liberarlos. Los libertos (esclavos liberados) no se convertían en ciudadanos. En su lugar, se mezclaban con la población de los metecos, que incluía a la gente de países extranjeros o de otras ciudades-estado a los que oficialmente se les dejaba vivir en el estado.
Las ciudades-Estado legalmente tenían esclavos. Los esclavos públicos gozaban de una mayor independencia que los esclavos que pertenecían a las familias, viviendo solos y realizando tareas especiales. En Atenas, los esclavos públicos se entrenaban para detectar monedas falsas, mientras que los esclavos del templo actuaban como sirvientes de la deidad del templo.
Esparta tenía un tipo especial de esclavo llamado ilota. Los ilotas eran cautivos de guerra griegos que pertenecían al estado y eran asignados a familias en cuyo hogar eran obligados a permanecer. Los ilotas cultivaban alimentos y hacían tareas domésticas para que las mujeres pudieran centrarse en criar hijos fuertes mientras los hombres se dedicaban a entrenarse para ser hoplitas.

## Deportes

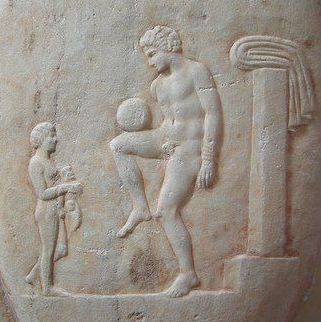
El episkyros, una de las primeras formas de fútbol documentada en este relieve, circa años 375-470 a. C. La figura es utilizada a modo de reconocimiento en los trofeos de la Copa Europea de Fútbol. El órgano internacional FIFA lo reconoce como antecesor del fútbol en la Antigüedad.

Los griegos daban vital importancia a la vida atlética, desarrollaron una notable variedad de disciplinas, muchas vigentes hoy en día, como la jabalina, y el lanzamiento de disco. Contaban con espacios destinados a tal fin y con el tiempo fueron celebrándose festividades que nucleaban tanto a hombres como mujeres. Para estos juegos las polis aportaban atletas que representaban a su ciudad. Entre tantos otros, en la vida cotidiana tenían especial adhesión los juegos con pelota.
Las fuentes señalan el más popular al episkyros, que se lo refiere como el antecesor más claro del fútbol. Se jugaba con una pelota de cuero llamada folis, pintada con colores brillantes, donde se enfrentaban dos equipos de entre 12 y 14 jugadores cada uno, y según las reglas se permitía también el uso de las manos. A pesar de que era un juego de pelota, era violento, al menos en Esparta.
Sobre los juegos en equipos con pelota, existen relatos de Homero, relatando tipos de fouls (o tacles), Antífanes sobre la habilidad del engaño y amagues en los pases, Galeno señalaba sobre la importancia de la estrategia y la comparación con la guerra, o bien Plutarco sobre Alejandro Magno, quien recibió quejas de un compañero de equipo porque nunca le pasaba la pelota. Los relatos dirigen directamente a un lenguaje que se remonta al fútbol, o bien al rugby, y en tales casos, revelan que la pasión por los deportes con pelota no es una cosa actual, sino de antaño.
Había otros deportes que practicaban los griegos que se jugaban con pelota. Existía un juego similar llamado φαινίνδα - faininda, llamado «juego engañoso», que provenía del verbo φενακίζω - fenakizo, «(I) engañar, mentir».) Otros fueron: ἀπόῤῥαξις (aporrhaxis) («juego de pelota de rebotes»), οὐρανία (ourania), «lanzar pelotas altas» y quizás el σφαιρομαχία (sphairomachia), literalmente «batalla del balón», de σφαῖρα (sphaira) «pelota, esfera» y μάχη (mache), «batalla», aunque se ha argumentado que el σφαιρομαχία, es de hecho una competición de boxeo —las esferas eran en realidad un tipo de guantes.—
Los inicios de los certámenes atléticos panhelénicos tienen como posible origen la conmemoración de las batallas en honor a sus caídos, y tienen cita en los juegos fúnebres, celebrados por Aquiles en la guerra de Troya, relatada por Homero. En las mismas, tenían lugar simulacros de combates, competencias de carros, lucha, carreras de a pie y otros. A continuación, una breve descripción de los distintos certámenes deportivos (y artísticos) que se celebraban en la Grecia Antigua.

### Juegos Olímpicos

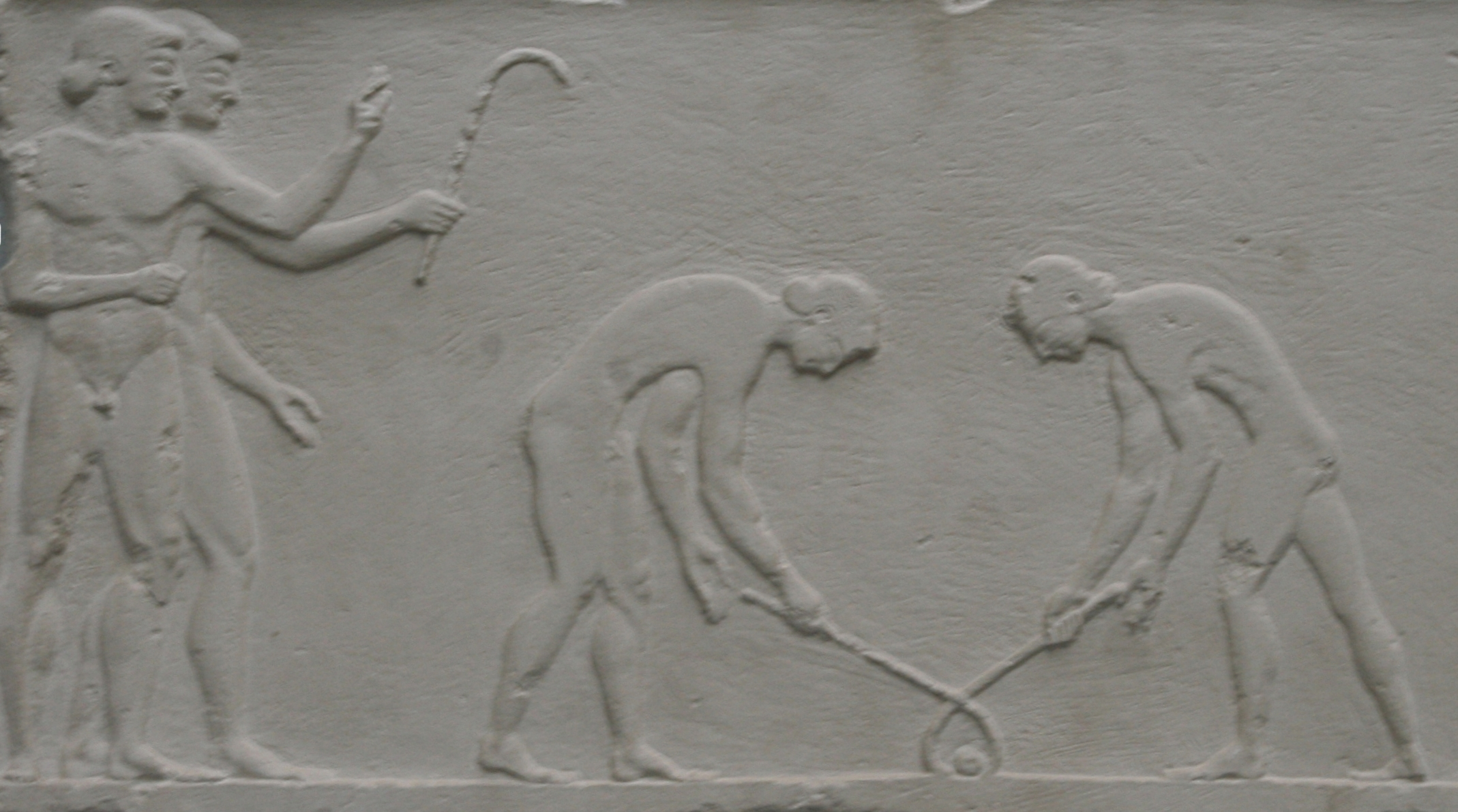
Griegos jugando un hockey primitivo. Relieve del

Los Juegos Olímpicos (en griego: Ολυμπιακοί αγώνες ; Olympiakoi Agones) fueron una serie de competiciones atléticas disputadas por representantes de diversas ciudades estado de la Grecia Antigua. Los registros indican que comenzaron en el 776 a. C. en Olimpia (Grecia), y se celebraron hasta el 393 d. C. Los Juegos se disputaban normalmente cada 4 años o una Olimpiada, que era una unidad de tiempo. Durante la celebración de los Juegos se promulgaba una tregua o paz olímpica, para permitir a los atletas viajar en condiciones de seguridad desde sus polis o ciudades-estado hasta Olimpia. Los antiguos Juegos Olímpicos fueron bastante diferentes de los modernos; había menos eventos y sólo los hombres libres que hablaban griego podían competir, además de que se celebraban siempre en Olimpia, en vez de moverse a diferentes lugares cada vez.
Cuando los niños varones griegos libres cumplían doce años ingresaban en la palestra, donde se les enseñaba a desarrollar los músculos y a disciplinar los nervios. A los dieciséis años entraban al gimnasio, donde los griegos realizaban ejercicios físicos y atletismo. Los gimnasios contaban con una pista y lugares de ejercicio al aire libre entre los bosques. A los veinte años los griegos concluían su formación deportiva donde se les entregaban las armas y estaban capacitados para participar en los Juegos Olímpicos.
Los últimos Juegos Olímpicos de la Antigüedad se celebraron en el 393 d. C., casi doce siglos después de sus comienzos. Tras la adopción obligatoria del cristianismo como religión oficial en todo el imperio romano (Edicto de Tesalónica, año 380 d. C.), el emperador hispanorromano Teodosio I finalmente prohibió toda celebración y culto pagano, incluyendo los Juegos. Se restablecieron tras 1500 años, ya en la era moderna y con carácter internacional.

### Juegos Panatenaicos

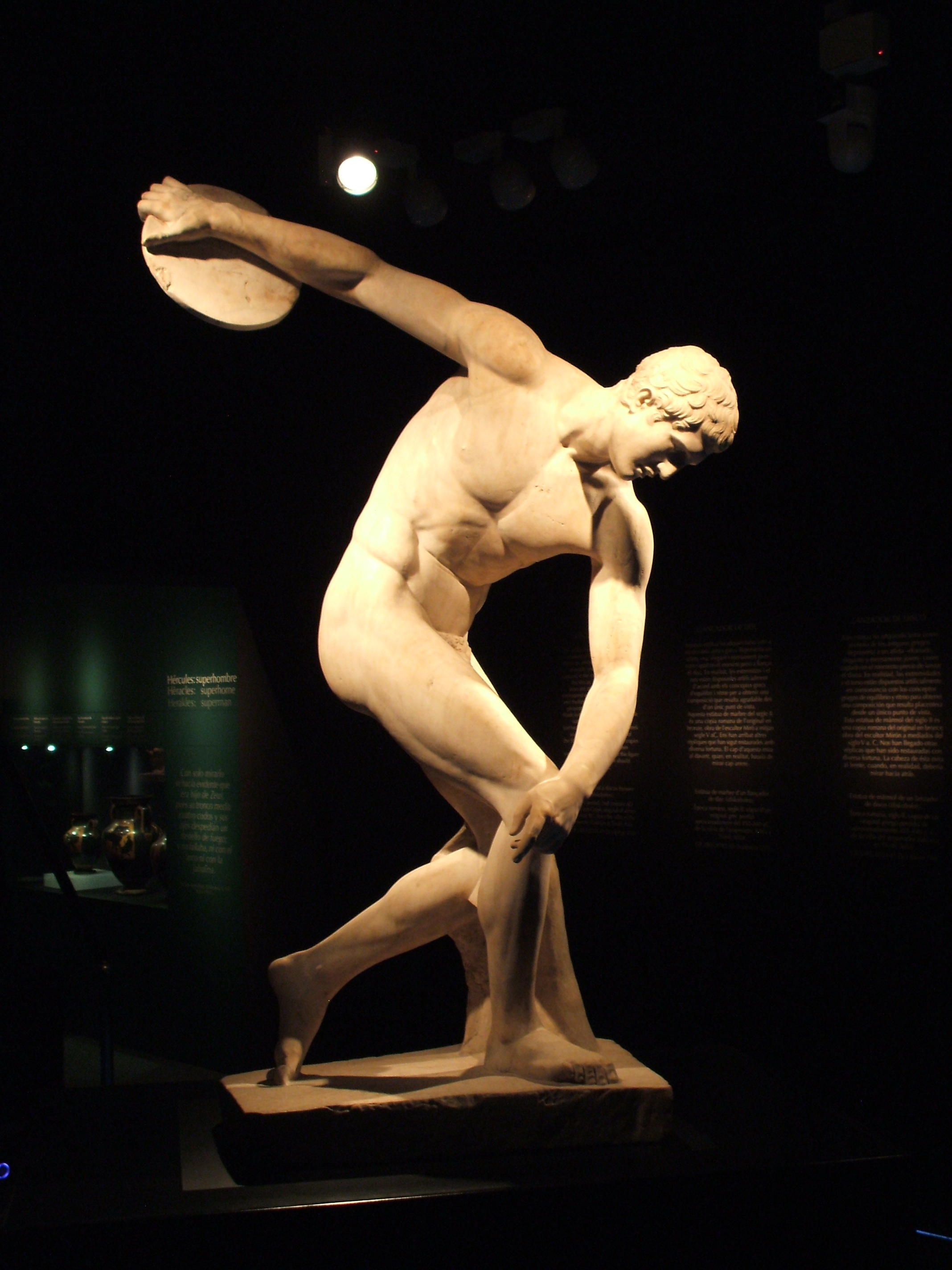
El discóbolo. Estatua que representa el lanzamiento de disco.

Las Panateneas (en griego antiguo Παναθήναια/Panatếnaia) eran unas fiestas religiosas que se llevaban a cabo todos los años en Atenas dedicadas a Atenea, diosa Poliada (protectora de la ciudad), y que tenían lugar durante algunos días del mes de hecatombeón (primer mes en el calendario ático) equivalente a finales del mes de julio actual o principios de agosto. Eran las celebraciones religiosas más antiguas e importantes de Atenas. Había desfiles militares desde el Cerámico hasta la Acrópolis pasando por el Ágora. Las Grandes Panateneas fueron remodeladas o creadas en 566 a. C., bajo el arconte Hipoclides o, según otras fuentes, por Pisístrato. Esta reorganización, inspirada en los Juegos Píticos, incluía competiciones deportivas además de certámenes de poesía y música. Las competiciones eran exclusivas para los atenienses y otras abiertas para todos los griegos. Entre estas últimas, se incluían carreras (estadio, diaulo, dólico y carreras de hombres armados), pugilato, lucha, pancracio, pentatlón, lanzamiento de jabalina a caballo y carreras de cuadrigas de muy diversas modalidades. Los vencedores de los certámenes artísticos (recitado y música) eran premiados con una corona de oro y con dinero.

### Juegos Nemeos
La crónica de Paros indica que los Juegos Nemeos fueron fundados en el 1251 a. C. Los Juegos Nemeos eran una de las competiciones deportivas panhelénicas que se disputaban en la Antigua Grecia, en una sede ubicaba en la Argólide denominada Nemea. En su origen se trataba de unos juegos fúnebres y los jueces iban vestidos de luto (color negro). Cerca del lugar donde se celebraban estos juegos se hallaba el templo de Zeus Nemeo. Desde su nacimiento tuvieron lugar cada dos años en el mes de julio, en el segundo y cuarto año de la olimpiada. El programa tenía competiciones atléticas (carreras, pentatlón, pancracio, pugilato, lucha), hípicas y musicales. El estadio podía albergar hasta 40 000 espectadores. Había tres categorías de competidores: niños, jóvenes y adultos. Según Eusebio de Cesarea, las competiciones se iniciaron en el 573 a. C., que es la fecha en la que se considera que adquirieron un carácter panhelénico. A las competiciones gímnicas e hípicas se añadieron las musicales en el periodo helenístico.

### Juegos Píticos
Los Juegos Píticos fueron uno de los cuatro Juegos Panhelénicos con los de Olimpia, los Juegos Nemeos y los Juegos Ístmicos. Fueron realizados en el santuario de Delfos, y eran consagrados a Apolo; se daba como premio una corona de laurel. Según la Crónica de Paros, en 590 a. C. ya tuvo lugar un agon gymnikos khrematites, es decir, una competición gimnástica con premios de gran valor procedentes de botines de guerra, pero desde 582 a. C. fue un agon stephanites, una competición con una corona de laurel como único premio para el vencedor. Esta fecha marca el comienzo oficial de la era de los Juegos Píticos. Después de las competiciones musicales se celebraban las competiciones deportivas: estadio, carrera larga (dólico, 24 estadios de 178 metros), carrera doble (diaulo, de dos estadios), pancracio, lucha, pugilato, carrera con armas, pentatlón (cada atleta se presentaba a las pruebas de carrera, salto de longitud, lucha, lanzamiento de disco y de jabalina). Se introdujo una nueva categoría, los «imberbes» (ageneioi), cuya edad se situaba entre la categoría juvenil y la adulta. Se registran victorias de mujeres pero se desconoce si la participación de las mujeres en estos juegos tenía carácter habitual o era esporádica. Comenta Pausanias, que añade que Hesíodo no pudo tomar parte en la prueba porque no se sabía acompañar con la cítara, y que Homero no participaba porque ya había quedado ciego.

### Juegos Ístmicos
Los Juegos Ístmicos fueron unos Juegos Panhelénicos de la Antigua Grecia, llamados así porque se celebraban en el istmo de Corinto, en honor de Poseidón. El santuario panhelénico de este dios en Istmia fue acondicionado para darles acogida. La excepcional situación geográfica de Corinto «enclavada entre dos mares», en el estrecho istmo que une las dos partes de la Grecia continental, contribuyó al éxito y a la importancia política de los Juegos Ístmicos, con Poseidón y Melicertes como figuras claves. Los Juegos Ístmicos tenían lugar cada dos años en primavera y duraban varios días. El programa abarcaba certámenes gímnicos (carrera, pugilato, pancracio, pentatlón) e hípicos. Además, cuando en el siglo IV a. C. se construyó el teatro se añadieron competiciones musicales y poéticas y es posible que incluso hubiera un concurso de pintura. Se registran victorias de mujeres tanto en competiciones atléticas como poéticas y musicales pero se desconoce si la participación de las mujeres en estos juegos tenía carácter habitual o era esporádica. Durante los juegos se celebraban rituales religiosos que incluían libaciones, sacrificios y una procesión en honor de Poseidón, Anfítrite, Leucótea y Palemón.

### Juegos Hereos
Los juegos hereos (en griego τὰ Ἡραῖα "ta Hêraia") de la Grecia Antigua eran concursos deportivos organizados en Argos y en Olimpia en honor de la diosa Hera y reservado a las mujeres. Pueden considerarse el antepasado del deporte femenino de competición y la versión femenina de los juegos olímpicos antiguos. Son mencionados por Pausanias. Pausanias relata la tradición de que en Olimpia los juegos hereos habían sido instituidos por Hipodamía como acción de gracias a Hera por su boda con Pélope, aunque también señala un origen histórico de estos juegos en torno al 580 a. C: el tirano de Pisa (Grecia), Damofonte, había causado muchos males a los habitantes de Élide por lo que, a su muerte, para tratar de reparar los males causados se formó un grupo de 16 mujeres (una por cada ciudad que había entonces en Élide). Estas mujeres establecieron los Juegos Hereos y cada cinco años tejían un peplo para Hera. Los juegos estaban organizados por las denominadas «dieciséis mujeres» y consistían en carreras de muchachas donde había tres categorías de edades. Se corría con el pelo suelto y las participantes vestían una túnica que llegaba hasta un poco más arriba de la rodilla y dejaba al descubierto la zona del hombro derecho hasta el pecho.

## Educación
En la mayor parte de la historia griega, la educación fue privada, salvo en Esparta. Durante el período helenístico, algunas ciudades-estado establecieron escuelas públicas. Solamente las familias adineradas podían contratar un maestro. Los niños varones aprendían a leer, escribir y citar la literatura. También aprendían a cantar y tocar un instrumento musical, y a entrenarse como soldados para el servicio militar. Estudiaban no para trabajar, sino para convertirse en buenos ciudadanos. Las niñas también aprendían a leer, escribir y hacer la aritmética elemental para dirigir el hogar. Casi nunca recibían ninguna educación después de la niñez.
Los niños entraban en la escuela al cumplir siete años, o iban a los barracones si vivían en Esparta. Los tres tipos de enseñanzas eran: grammatistes para la aritmética, kitharistes para la música, y paedotribae para los deportes.
Un niño de una familia adinerada que asistía una escuela privada era cuidado por un paidagogos, un esclavo doméstico designado para esta tarea que acompañaba el chico todo el día. Las clases se impartían en las casas privadas de los maestros e incluían aritmética, lectura, escritura, canto y ejecución de instrumentos musicales como la lira y la flauta. Al cumplir el joven doce años de edad, a los estudios se agregaban deportes como la lucha, carrera, lanzamiento de disco y de jabalina. En Atenas, algunos jóvenes mayores asistían a una academia para las disciplinas más finas como la cultura, las ciencias, la música y las artes. Un muchacho terminaba sus estudios al cumplir 18 años, luego empezaba su entrenamiento militar en el ejército por uno o dos años.
Una minoría de niños continuaban su educación después de la niñez, como en la agogé espartana. Una parte crucial de la educación de un muchacho rico era un aprendizaje con un mayor, que podían incluir el amor pederástico. El muchacho aprendía por mirar a su mentor mientras hablaba de la política en el ágora, ayudándolo a rendir sus deberes públicos, haciendo ejercicios con él en el gimnasio y asistiendo a simposios con él. Los estudiantes más ricos proseguían su educación estudiando con maestros famosos. Algunas de las mayores escuelas eran el Liceo (la llamada escuela peripatética fundada por Aristóteles de Estagira) y la Academia platónica (fundada por Platón de Atenas). El sistema educacional de los antiguos griegos ricos también se llama paideia.

## Economía

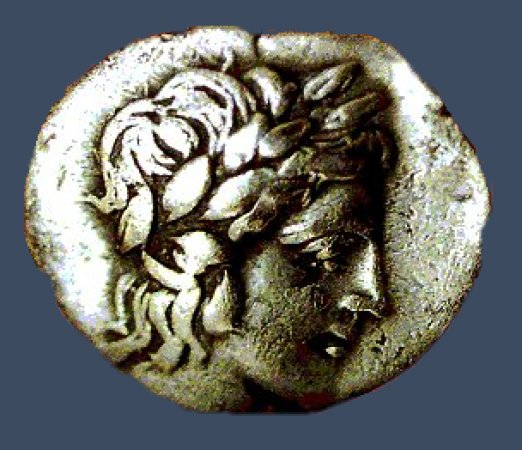
Moneda del Peloponeso,

A su apogeo económico en los siglos V y IV a. C., la Antigua Grecia tenía la economía más avanzada del mundo. Ya desde mucho antes del siglo V a. C. se utilizaba la moneda para el intercambio de bienes y servicios.
Esto es demostrado por el salario diario promedio de un trabajador griego que era, relacionando con los bienes (ejemplo, en términos de trigo), cercano a 12 kg de trigo diarios: más de tres veces que el salario diario promedio de un trabajador egipcio, cercano a los 3,75 kg de trigo diarios. Platón, en La República, hace mención del inconformismo que tenían los maestros respecto a sus sueldos.

## Cultura

### Filosofía

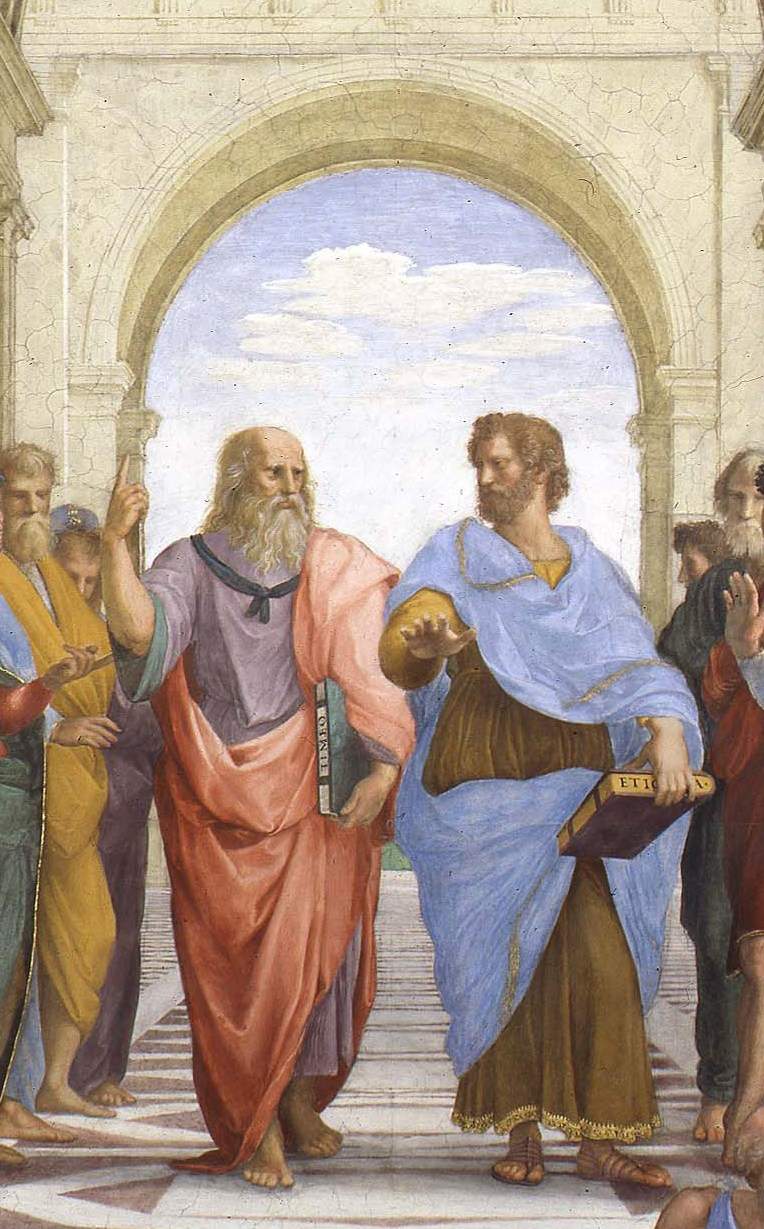
Platón (izquierda) y Aristóteles (derecha), dos de los emblemas de la filosofía de la Antigua Grecia. La Escuela de Atenas (fresco de Rafael).

La palabra filosofía fue utilizada por primera vez por Pitágoras en el siglo VI a. C., quien ya mucho antes que los posteriores filósofos, tenía un recinto dedicado a la investigación y al saber, conocido hoy como la hermandad pitagórica. Allí se establecieron los fundamentos matemáticos que se utilizan hoy en día, se realizaban estudios sobre la astronomía, y todo cuanta ciencia requiriera fundamento o apertura. La filosofía griega se centraba en el papel de la razón y la investigación. Se destacan también Sócrates, Platón, y Aristóteles. En Tracia se destacaba Demócrito, considerado «el padre de la física».
La filosofía griega tiene una influencia fundamental en la filosofía y las ciencia modernas. Líneas de influencia claras y continuas se conducen desde la Antigua Grecia y los filósofos helenísticos, por los filósofos y científicos musulmanes medievales, por el Renacimiento y la Ilustración en Europa, hasta las ciencias seculares de nuestros días.

### Literatura
Se han destacado, entre otros, Homero, quien escribió la Ilíada y la Odisea, el poeta y fabulista Esopo, Los dramaturgos Sófocles y Aristófanes, cuyas obras se representaban en los teatros. Heródoto geógrafo e historiador.

### Ciencia y tecnología
La ciencia en la Antigua Grecia sentó las bases de la ciencia moderna.
La matemática de los griegos ,que es la base de todo conocimiento científico, fue cultivada por la escuela filosófica que acaudillaba Pitágoras. Destacándose tanto en geometría (recuérdese el famoso teorema de Pitágoras que permite resolver los triángulos rectángulos) como en aritmética, los números y las líneas ocuparon un lugar muy importante en sus especulaciones.
Antes del surgimiento de la medicina como ciencia, los griegos consideraban las enfermedades como un castigo de los dioses. El dios griego de la medicina era Asclepio y Apolo, y en sus templos la gente enferma les ofrecía sacrificios, pasando allí la noche con la esperanza de que al amanecer ya se hubiesen curado.
Muchas de las sustancias que usaban los antiguos egipcios en su farmacopea, fueron exportadas a Grecia y su influencia aumentó tras el establecimiento de una escuela de medicina griega en Alejandría, ciudad fundada por Alejandro Magno en Egipto tras liberarlos de Persia.
Hipócrates, el «padre de la Medicina», estableció su propia escuela de medicina en Cos y creó la Medicina Hipocrática. Una de las características de la medicina hipocrática es la teoría de los cuatro humores, que está relacionada con la teoría de los cuatro elementos (propuesta por Empédocles). También, Hipócrates y algunos contemporáneos acordaron que las enfermedades se encontraban en la sangre, por lo que empezó la práctica de extraer un poco de sangre de los brazos de los pacientes, pero en la mayoría de los casos se les recetaban diferentes hierbas. En todos los casos Hipócrates hablaba de los beneficios del agua (hidroterapia) y de las plantas.
La astronomía fue estudiada por los griegos desde tiempos antiguos. Ésta se suele dividir en dos períodos: Grecia Clásica y Helenística. Recibió importantes influencias de otras civilizaciones de la Antigüedad, y las que ejercieron mayor influencia fueron las provenientes de India y Babilonia. Durante la época helenística y el Imperio romano, muchos astrónomos trabajaron en el estudio de las tradiciones astronómicas clásicas, en la Biblioteca de Alejandría y en el Museion. Los calendarios de los antiguos griegos estaban basados en los ciclos lunares y solares. El calendario helénico incorporó esos ciclos, Un calendario lunisolar basado en ambos ciclos es difícil de aplicar, por lo que muchos astrónomos se dedicaron a la elaboración de un calendario basado en los eclipses.

## Arte
El período de mayor esplendor del arte griego fue el denominado Siglo de Pericles. Los griegos consideraban a las artes un motor importante en sus vidas, especialmente la música, la poesía, el teatro, la danza y la artesanía. Así como proliferaban templos y filósofos, también proliferaban teatros, poetas y músicos. Rendían culto a un dios importante, Apolo, patrón de las Bellas Artes, a quien le dedicaron una gran cantidad de templos, siendo Delfos uno de los más importantes. Por primera vez en la historia, la música estaba conformada y teorizada. Fueron los que introdujeron los conceptos de la polifonía, estableciendo estudios de las escalas, con coros de hombres y mujeres (mixtos), utilizando instrumentos de cuerdas (cítaras, arpas, liras, y bandurrias llamada panduris), vientos (el aulos, una flauta doble), de percusión (tambores y platos de bronce). Existían asociaciones de músicos, el músico hábil gozaba de muy buena reputación en todo el territorio. Las obras artísticas que se hacían más frecuentemente eran las esculturas. Entre los escultores clásicos más destacados se encuentran Alcámenes, Mirón y Fidias.

Música en la antigua Grecia
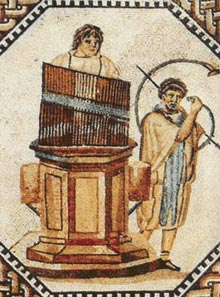
Mosaico del hydraulis, un órgano hidráulico, el primer instrumento de teclado en la historia, precursor de los instrumentos de pulsación. Inventado en el siglo III a. C. por Ctesibio de Alejandría.
Mujer ejecutando el aulos (instrumento aerófono), flauta doble.
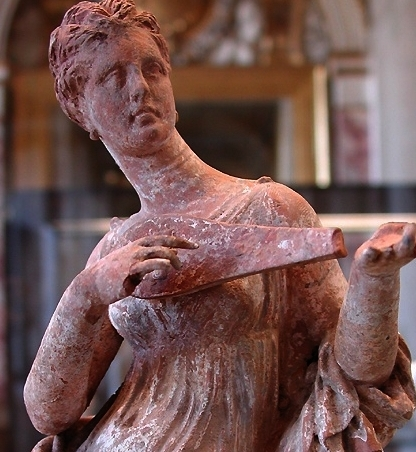
Mujer tocando la pandura. siglo II a. C.
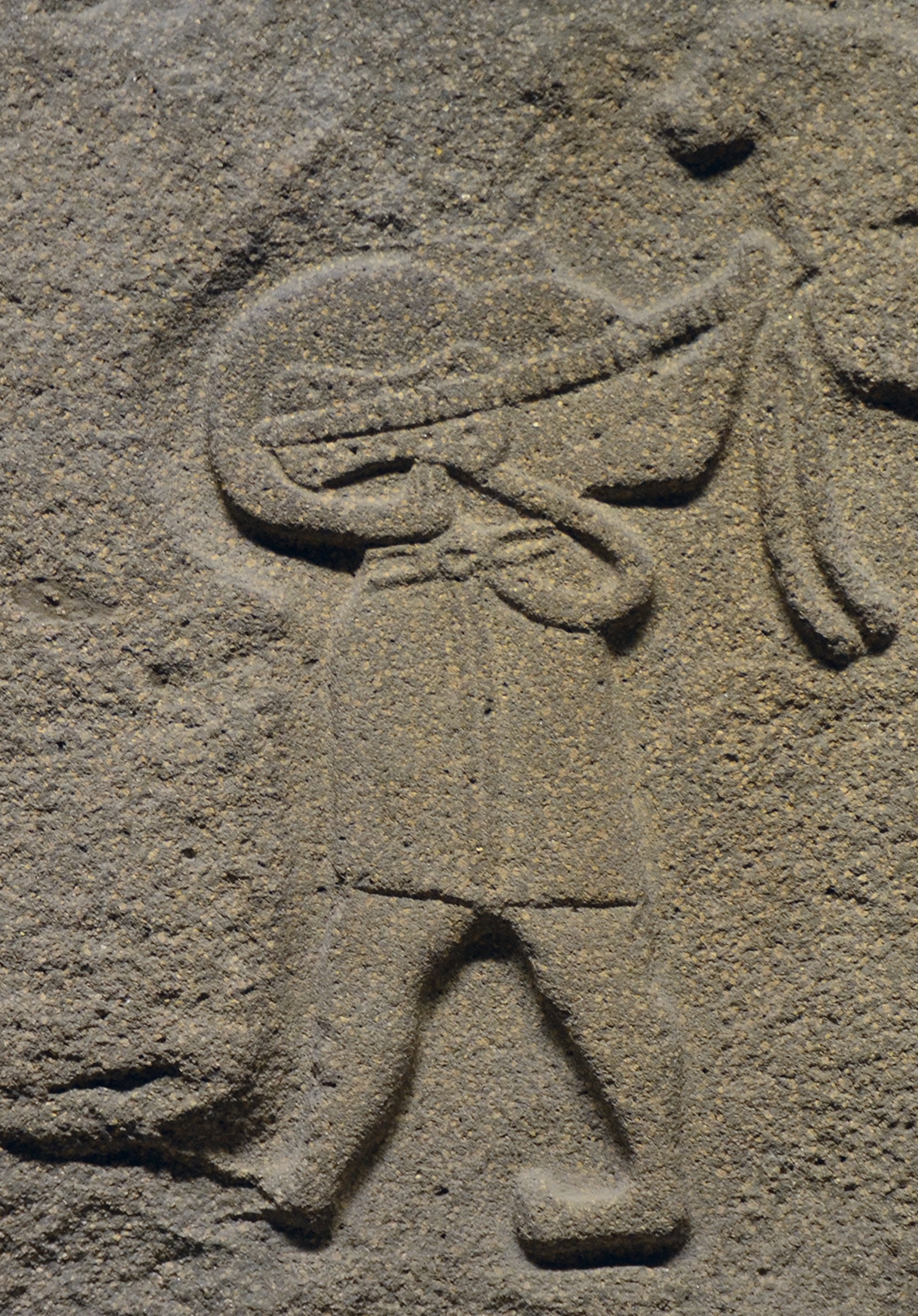
La pandura, antecesor del laúd y la guitarra. La pandura es un instrumento cordófono con la innovación de mástil y trastes. De su nombre proviene la bandurria. Edad del bronce, siglo XIV a. C.
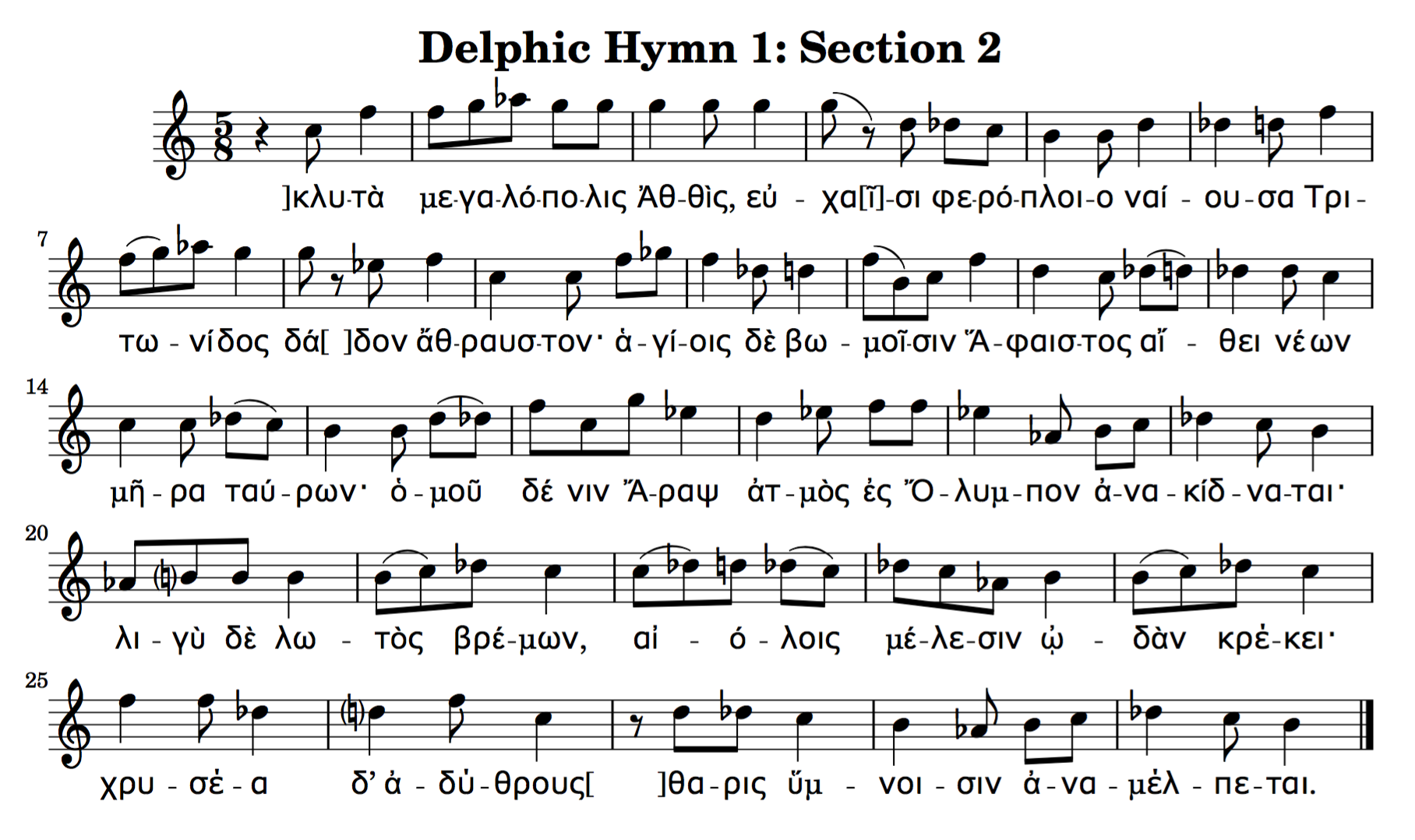
Himno délfico.

## Religión
La mitología griega se compone de relatos y escritos, normalmente en forma versificada, sobre los orígenes, la naturaleza del mundo, y la importancia de la tradición religiosa. 

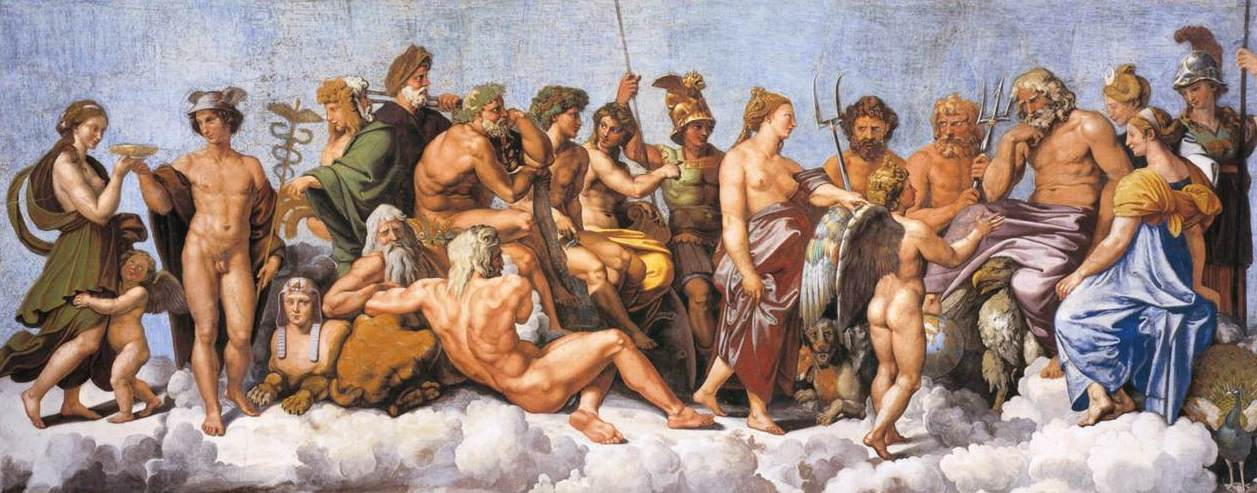
Los dioses olímpicos, por Rafael.

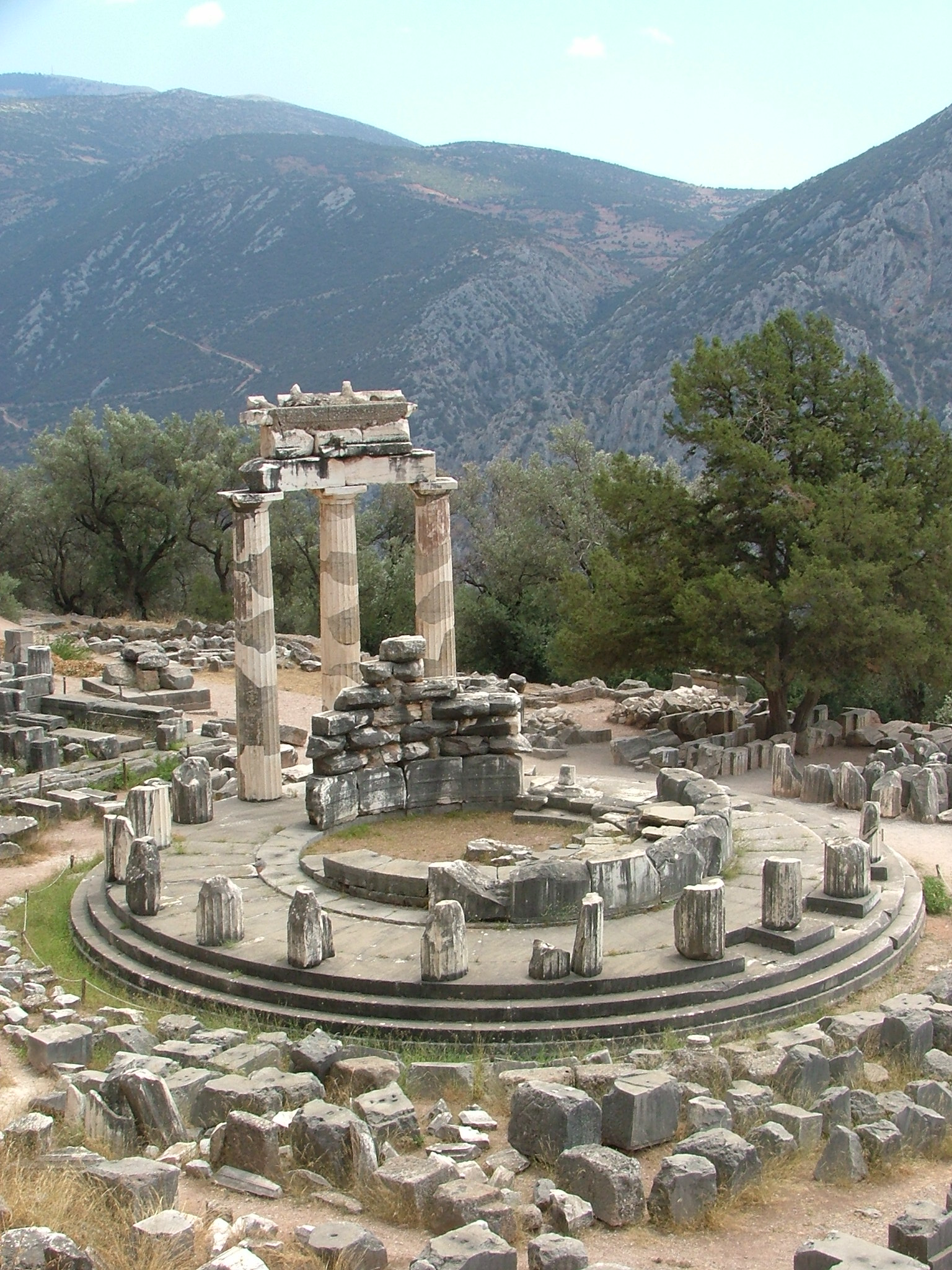
Tholos de Atenea Pronea, en Delfos, un santuario dedicado a Apolo, destino de peregrinaciones con la finalidad de consultar su oráculo.

Los dioses griegos más importantes eran los doce olímpicos, así llamados por residir juntos en el monte Olimpo, citados abundantemente en la Ilíada, la Odisea, y la Teogonía:
- Zeus: el dios del cielo y el trueno; el de mayor rango y más poderoso, hermano de Poseidón, Hades y Hera, y padre de los restantes dioses olímpicos.
- Hera: la consorte y hermana de Zeus, reina de los dioses, la diosa del matrimonio y la fidelidad.
- Poseidón: el dios de los mares, de los océanos y de los terremotos, hermano de Zeus y Hades.
- Ares: el dios de la guerra, la crueldad y del asesinato.
- Hermes: el dios mensajero, también de la orientación, los viajeros, los pastores, los ladrones, el consuelo y las reuniones.
- Hefesto: el dios del fuego, la fragua, el trabajo manual, los artesanos y las armas.
- Afrodita: la diosa del amor, la belleza y la sensualidad.
- Atenea: la diosa de las artes, la sabiduría, la educación y la guerra; la protectora de los héroes.
- Apolo: el dios de la danza, las artes, la música, la arquería, la prudencia, la belleza masculina y la profecía.
- Artemisa: la diosa de la caza, los animales, la castidad y las amazonas.
- Deméter: la diosa de la tierra, las flores y las plantas, la comida y la agricultura.
- Dioniso: el dios más joven del panteón, dios del vino, la naturaleza en estado salvaje y la sexualidad abierta.

Otras deidades importantes eran:
- Hebe: la diosa de la juventud y la asistente de los dioses.
- Helios: el dios del sol.
- Selene: la diosa de la luna.
- Hades: el dios del inframundo y de los muertos, hermano de Poseidón y Zeus.
- Perséfone: la diosa del inframundo, hija de Deméter y esposa de Hades.
- Niké: la diosa de la victoria.
- Heracles: un héroe y un semidiós de fortaleza extraordinaria (Hércules).
- Caos: divinización de lo informe y lo impreciso.
- Hestia: la diosa del hogar y la familia.
- Dione: la madre de Afrodita.

Los padres de Zeus eran Crono y Rea, que también eran los padres de Poseidón, Hades, Deméter, Hestia y Hera.

## Sexualidad
Como no existían leyes que prohibiesen las distintas elecciones sexuales (ya que en su mitología tampoco había nada que lo prohíba), los ciudadanos de cada polis (ciudad) tenía derecho a elegir su camino sexual a su antojo,[cita requerida] en las polis existían leyes de edades mínimas, donde era importante que no ocurra en relaciones de parentesco, o de manera abusiva.
En Esparta, las mujeres casadas podían tener amantes varones, siempre y cuando fuese más apuesto, más fuerte y más joven que su esposo. En Grecia existían las hétere (ἑταῖραι), era el nombre que recibían en la Grecia Antigua las cortesanas (una combinación de dama de compañía y prostituta refinada). Eran mujeres independientes y de gran prestigio social. El colectivo estaba formado principalmente por antiguas esclavas y extranjeras, y eran célebres por su preparación para la danza y la música, así como por su aspecto físico. Existen evidencias de que pagaban impuestos, recibían educación, y podían participar en los simposios (συμπόσιον), siendo sus opiniones y creencias muy respetadas por los hombres.
Demóstenes, en su Contra Neera, escribió «Tenemos a las heteras para darnos placer, a las criadas para que se hagan cargo de nuestras necesidades corporales diarias y a las esposas para que nos den hijos legítimos y sean fieles centinelas de nuestras casas».
Algunas heteras famosas fueron:
- Aspasia de Mileto, concubina y compañera de Pericles, muy influyente en la política y la educación
- Campaspe, concubina de Alejandro Magno
- Filenis.
- Friné.
- Neera
- Glycere.
- Lais de Corinto.
- Lais de Hícara.
- Leaena, en griego, Λέαινα, «leona», amante de Aristogitón.
- Tais.
- Targelia.

Otra cortesana, Arqueanasa, a quien Platón le escribió los siguientes versos: «Poseo a Arqueanasa Colofonia, sobre cuya rugosa y senil frente, acerbo amor se esconde ¡Míseros de vosotros que gozásteis su juventud primera! ¡Oh cuán activo ardor sufrir debisteis!».

### Prostitución

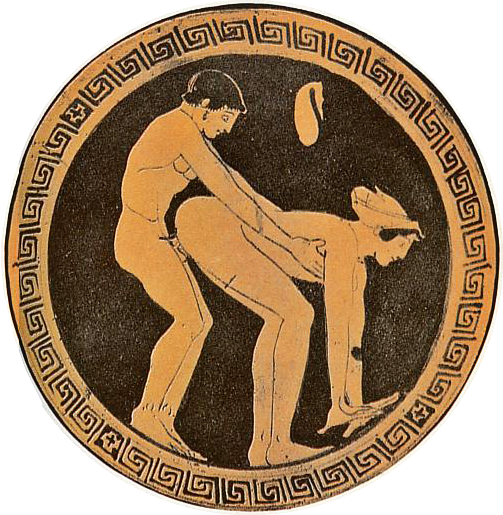
Cliente y una hetera (una bolsa de dinero está colgada en la pared). Kílix de figuras rojas. Col. particular, Múnich.

La prostitución fue, desde la Época Arcaica, una actividad común en la vida cotidiana de las ciudades griegas más importantes. Particularmente en las zonas portuarias, daba trabajo, de forma legal, a un número significativo de personas, constituyendo una actividad económica de primer nivel. Ejercida mayormente por mujeres de todas las edades, la clientela era generalmente masculina. Se atribuye a Solón la creación en Atenas de burdeles estatales a precios moderados.

#### Prostitución ritual
En cuanto a los templos sagrados, un aspecto universal del culto de Afrodita y sus predecesoras que muchos mitógrafos de los siglos XIX y XX han omitido es la práctica de la prostitución religiosa en algunos santuarios y templos determinados. El eufemismo griego para estas prostitutas es hieródula, ‘sierva sagrada’. Esta costumbre fue una práctica inherente a los rituales dedicados a las antecesoras de Oriente Medio de Afrodita, la sumeria Inanna y la acadia Istar, cuyas meretrices de los templos eran ‘mujeres de Ishtar’, ishtarium. Esta práctica ha sido documentada en Babilonia, Siria, en ciudades fenicias y en la colonia tiria de Cartago, y para la Afrodita helénica en Chipre, el centro de su culto, Citera, Corinto y Sicilia. Afrodita es en todas partes la patrona de las heteras y cortesanas.

### Pederastia
La pederastia griega (del griego παιδεραστία), idealizada por los griegos desde la época arcaica, era una relación entre un o una joven adolescente (εραστες, erastes, «amada», y ἐρώμενος, erōmenos, 'amado') y un hombre adulto que no pertenecía a su familia próxima (ἐραστής, erastēs, 'amante'). Surgió como una tradición aristocrática educativa y de formación moral. Los griegos la consideraban por ello un elemento esencial de su cultura ya desde los tiempos de Homero. Es importante señalar que la diferencia de edad entre erōmenos y erastēs es paralela a la que se daba entre los contrayentes del matrimonio en la antigua Grecia: un hombre en la treintena y una jovencita de entre quince y dieciocho años. También cabe remarcar que el erómeno era un adolescente ya entrado en la pubertad y no un niño, como se entiende en el concepto actual de pederastia.
El término deriva de la combinación de dos vocablos griegos: παιδ- (raíz de παῖς, παιδός, 'niño/niña') y ἐραστής (erastēs, 'amante'; cf. erotismo). En un sentido más amplio, la palabra se refiere al amor erótico entre adolescentes y hombres adultos. Los griegos consideraban normal que un hombre se sintiese atraído por la belleza de un o una joven, tal como refiriese Aristóteles, el Humano siente amor espontáneo ante aquello que percibe como visualmente bello". Sólo había controversia sobre la forma en que debía expresarse este deseo.
La pederastia estaba muy relacionada con la tradición atlética y artística de la desnudez en la gimnasia, hombres y mujeres realizaban el culto atlético de manera mixta, como así también realizaban las prácticas artísticas, como el teatro, la danza y la música.

### Homosexualidad
La relación homosexual se daba entre hombres adultos y chicos adolescentes,[cita requerida] conocida como homo pederastia. Las relaciones entre hombres de edad equivalente eran más raras. Las relaciones entre mujeres en la sociedad podían reflejarse en pasajes de la mitología griega, dando por sabido que Afrodita, cuando no disponía de su amado Ares, tenía ocasionalmente relaciones con otras diosas, existen ejemplos tan antiguos como el de Safo de Lesbos. Sobre la homosexualidad en los ejércitos de la antigua Grecia se menciona a la tropa sagrada tebana. Homero no describe una relación sexual entre dos hombres en ninguna de sus obras ni tampoco nada sobre Aquiles y Patroclo como pareja.